# Druhá plavba Jamese Cooka

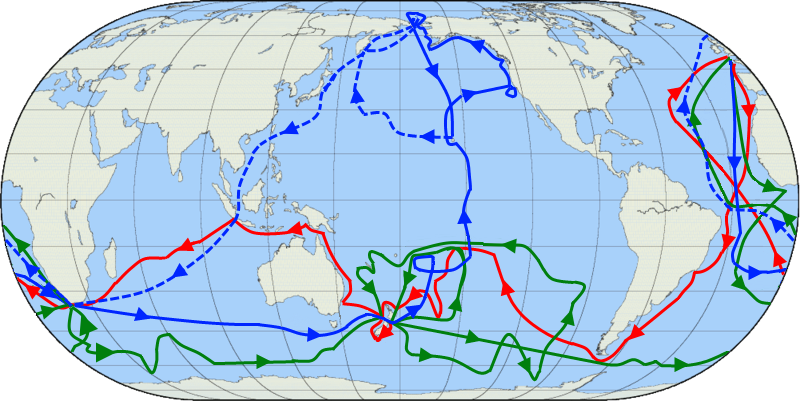
Plavby Jamese Cooka: první – červená, druhá – zelená, třetí – modrá

Druhá plavba Jamese Cooka byla námořní průzkumná plavba Jamese Cooka, důstojníka britského královského námořnictva, kterou vykonal v letech 1772 až 1775. V červnu 1772 obdržel James Cook od britské Admirality příkaz k velení na druhé námořní výpravě. Účelem výpravy bylo potvrdit či vyvrátit existenci mysu Circumcision, obeplout Zeměkouli po největších možných jižních zeměpisných šířkách s cílem nalézt předpokládanou jižní pevninu a dále pak podle možností provést průzkum dalších, dosud neprobádaných oblastí oceánů. Cook dostal k dispozici dvě lodě – H.M. Sloop Resolution a H.M. Bark Adventure. Velením na lodi Adventure byl pověřen Tobias Furneaux, který byl Cookovi podřízen, zatímco Resolution velel sám Cook. Výpravy se měl původně zúčastnit významný britský přírodovědec Joseph Banks, který však nakonec účast odřekl. Nahradil jej německý přírodovědec Johann Reinhold Forster se svým synem Georgem Forsterem.
Výprava vyplula 13. července 1772. Po zastávkách na Madeiře a Kapvedských ostrovech doplul Cook nejprve k mysu Dobré naděje a odtud se plavil na jih, aby se pokusil nalézt mys Circumcision a Jižní zemi. Zde poprvé překročil jižní polární kruh. Během plavby východním směrem se obě lodi nechtěně odloučily. Adventure poté odplula přímou cestou na Nový Zéland, zatímco Resolution dále pátrala v blízkosti jižního polárního kruhu od zeměpisné délky jižní Afriky až k zeměpisné délce Nového Zélandu. Po zastávce na Novém Zélandu propátrával Cook oblast severovýchodně odtud až k Tahiti. Při zpáteční cestě na Nový Zéland navštívil souostroví Tonga. Poté se obě lodě vrátily na Nový Zéland. Zde však Adventure zaostala v bouřce za Resolution a obě lodě se již nesetkaly, přestože pro tento případ bylo dohodnuto setkání na smluveném místě. Zatímco Adventure odplula k mysu Dobré naděje, Resolution pokračovala v prozkoumávání Jižního oceánu a poté zamířila do tropického Tichomoří. Zde Cook nejprve navštívil Velikonoční ostrov, Markézy a poté znovu Tahiti a souostroví Nové Hebridy. Objevil a prozkoumal Novou Kaledonii a ostrov Norfolk. Poté opustil Tichý oceán a provedl průzkum Ohňové země. Prozkoumal jižní oblasti Atlantského oceánu mezi mysem Horn a mysem Dobré naděje. Zde objevil Jižní Georgii a Jižní Sandwichovy ostrovy.
K technickému vybavení lodi Resolution patřila přesná kopie Harrisonova námořního chronometru H4, která umožňovala na svoji dobu výjimečně přesně stanovit zeměpisnou délku.
Po návratu do Anglie byl James Cook povýšen do hodnosti kapitána a za zprávu o prevenci proti kurdějím byl vyznamenán Copleyho medailí Královské společnosti.

## Pozadí průzkumné plavby

### Britské kolonie a zámořské objevy v18. století

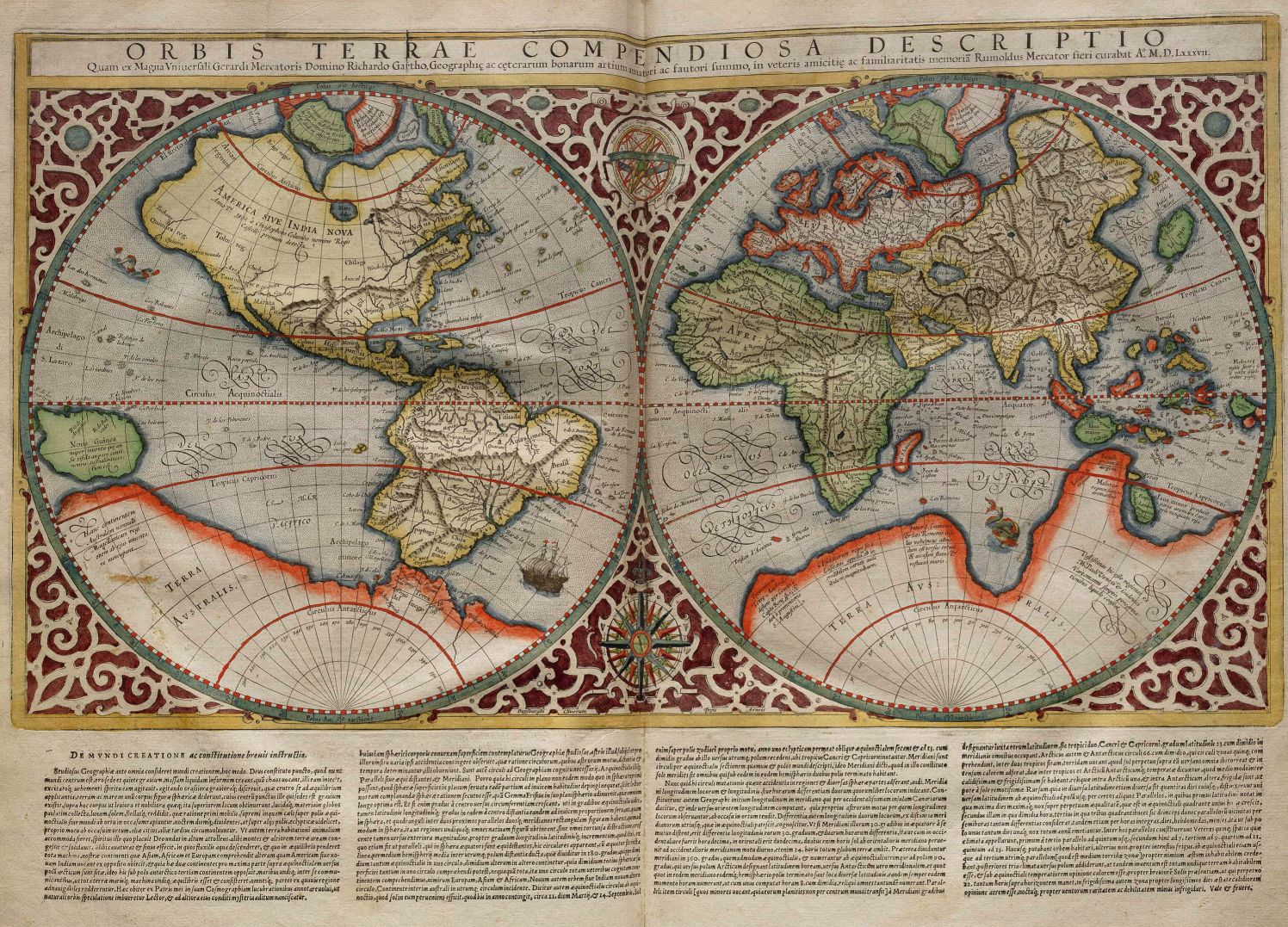
Mapa světa kartografa Rumolda Mercatora, kde je zakreslena Terra Australis, pokrývající velkou část jižní polokoule

V druhé polovině 18. století byl britský koloniální vliv omezen v podstatě jen na území východního pobřeží Severní Ameriky, kde však docházelo ke konkurenčním střetům s Francouzi. Británie se dále úspěšně prosazovala na území dnešní Kanady a Indie. V zámořských objevech Britové značně zaostávali za Nizozemci, kteří již od 17. století ovládali strategické území kolem mysu Dobré naděje a výrazně se prosazovali ve Východní Indii, kde se Batavia stala obchodním centrem Nizozemské Východoindické společnosti. V době, kdy anglický mořeplavec William Dampier, jako první Angličan, zkoumal oblast jihovýchodní Asie, měli nizozemští mořeplavci za sebou již nejdůležitější objevy v oblasti na jihovýchod od Nizozemské Východní Indie. Nizozemec Willem Janszoon již roku 1605 prozkoumal západní pobřeží Nové Guineje a následujícího roku, jako vůbec první Evropan, spatřil pobřeží Austrálie. Další Nizozemec Abel Tasman roku 1642 objevil Van Diemenovu zemi (Tasmánii) a poté i Nový Zéland. Roku 1643 Tasman objevil Fidži a souostroví Tonga.
K objevům britských mořeplavců před Jamesem Cookem patřil například Dampierův objev Nové Británie nebo průzkumy Samuela Wallise a Philipa Cartereta, které přinesly objevy množství ostrovů a atolů, např. Whitsunday, Ostrov královny Charlotty, Egmont, Ostrovy vévody z Gloucesteru, Ostrov vévody z Cumberlandu, Otahaite, Maitea, Eimeo, Tapamanou, How, Scilly, Boscawen, Keppel, Wallis a Pitcairnův ostrov. Poslední z málo probádaných oblastí na Zemi byl Tichý oceán a jižní část Zeměkoule, kde by se, jak se v té době stále věřilo, měl nacházet rozlehlý jižní kontinent – Terra Australis. Předpokládalo se, že pokud by se objev této pevniny zdařil, znamenal by pro každý stát, kterému by se podařil, mohutný mocenský vzestup. Británie tak nebyla v 18. století jediným státem, který se zaměřil na objevení Jižní země. Roku 1721 se ji vydal hledat nizozemský mořeplavec Jacob Roggeveen. Po objevu Nového Zélandu se někteří vědci domnívali, že je součástí Terra Australis. V Británii tento názor prosazoval především Alexander Dalrymple, skotský geograf a první hydrograf britské Admirality.

### První plavba Jamese Cooka
V letech 1768–1771 James Cook vykonal na lodi Endeavour svoji první plavbu do Tichomoří. Hlavním cílem této výpravy bylo pozorování astronomického úkazu přechodu planety Venuše přes sluneční disk, které se uskutečnilo na ostrově Tahiti. Po ukončení pozorování se výprava vydala k Novému Zélandu, ověřit Dalrympleho názor, že Nový Zéland je západní částí Terra Australis. Cook obeplul celý Nový Zéland a dokázal tak, že Dalrympleho teorie byla mylná. Po skončení průzkumu Nového Zélandu se Cook vydal na západ k Novému Holandsku, kde provedl důkladné zmapování jeho východního pobřeží. Poté Cook provedl průzkum v oblasti Korálového moře a přes Novou Guineu, Batavii a mys Dobré naděje se vrátil do Anglie.
Ačkoliv Cook dokázal, že Nový Zéland není částí Terra Australis, otázka její existence zůstala nadále nezodpovězena.

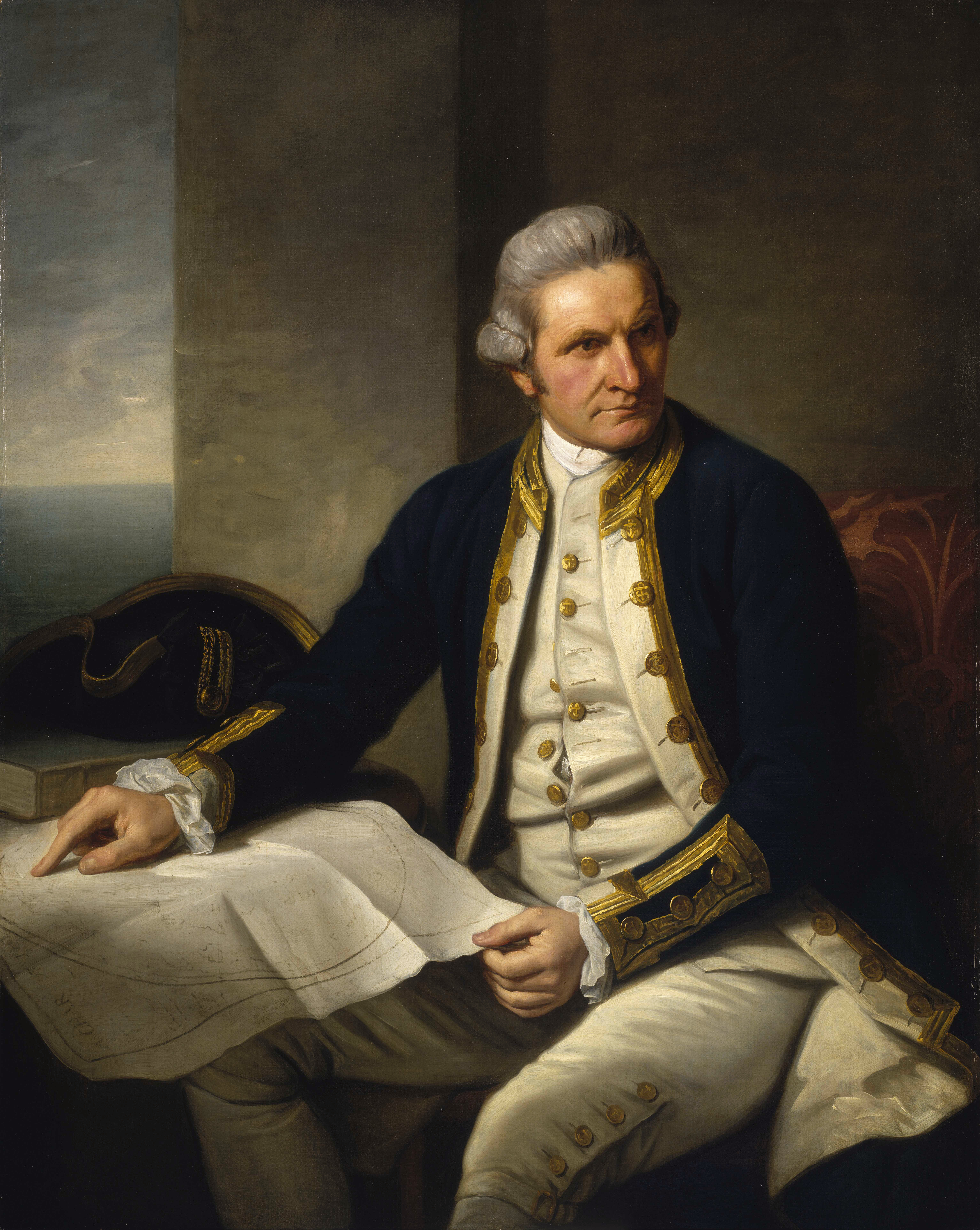
Nathaniel Dance: Portrét kapitána Jamese Cooka, National Maritime Museum, Greenwich, Londýn (kolem 1775)

## Příkaz Admirality
V červnu roku 1772 obdržel britský námořní důstojník James Cook, který byl v té době v hodnosti Master and Commander, prvního lorda admirality 4. hraběte ze Sandwiche, tajný příkaz, který jej pověřoval velením na další, v pořadí již druhé námořní průzkumné výpravě, tentokráte do jižních moří. V příkazu byly specifikovány cíle výpravy, k nimž patřilo pokusit se dosáhnout mysu Circumcision a objasnit, zda mys je či není součástí Terra Australis a v případě objevení této pevniny pak provést její pečlivé popsání, zejména kartografické, geografické i přírodopisné a nově objevené kraje pak zabrat jménem Jeho Veličenstva krále Jiřího. Poté měla výprava pokračovat, dle Cookova uvážení, v plavbě západním či východním směrem v největších možných jižních zeměpisných šířkách a prozkoumat tyto dosud neprobádané mořské oblasti, pokud to stav lodí a posádky umožní.
V příkazu Admirality byly také určeny lodě pro expedici, Resolution a Adventure, a byl vydán pokyn na jejich náležité vybavení. Příkazem byl také jmenován Tobias Furneaux velitelem lodi Adventure s tím, že bude během výpravy podléhat Cookovi, jakožto veliteli celé expedice.

## Lodě a účastníci výpravy
Admiralita zakoupila od kapitána Williama Hammonda, zámořského obchodníka z Hullu, pro výpravu dvě lodě.
První lodí byl Marquis of Grandby s tonáží 462 bm, pro nějž se po přestavbě na dělovou šalupu počítalo se 110člennou posádkou. Druhou menší lodí byl Marquis of Rockingham, bark s tonáží 336 bm s 80 muži posádky. Obě lodě byly postaveny loďařem Thomasem Fishburnem z Whitby.
Admiralita lodě po koupi zaregistrovala jako Drake a Raleigh, avšak ještě před vyplutím je znovu přejmenovala na H.M. Sloop Resolution a H.M. Bark Adventure. Obě lodě byly náležitě vybaveny na několikaletou výzkumnou plavbu jak námořními potřebami, tak i vědeckými přístroji, zbožím pro obdarování a výměnný obchod s domorodci i nezbytnými potravinami, které umožňovaly stravovat posádku po dobu minimálně dvou let.

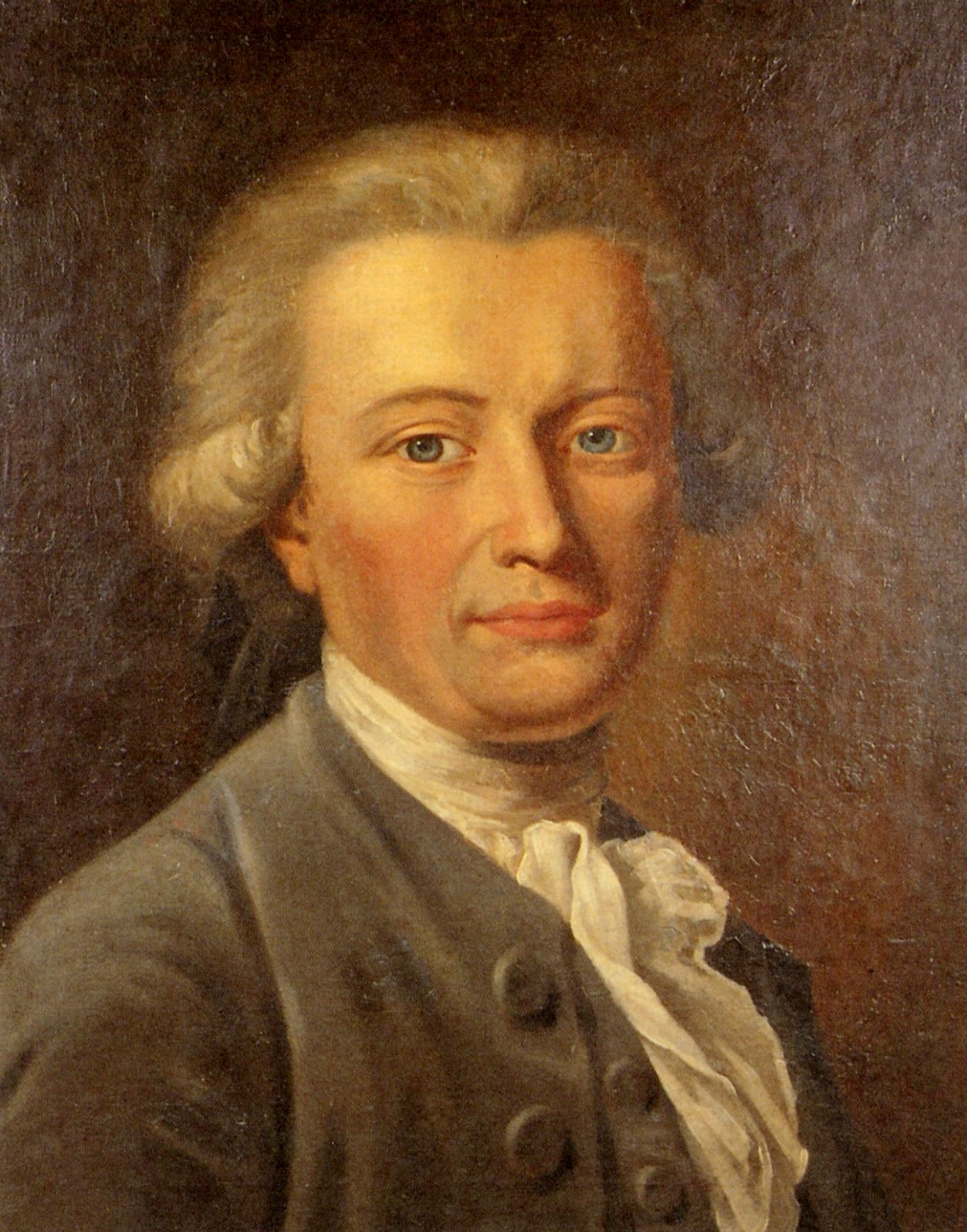
J. H. W. Tischbein: Portrét Georga Forstera, 1781

James Cook kladl veliký důraz na prostředky proti kurdějím, a tak vedle trvanlivé stravy, založené především na sucharech, mouce, hrachu a soleném mase, přikázal zásobit obě lodě množstvím kysaného a soleného zelí, hořčice, sladu a citrónových a pomerančových sirupů, které ovšem měly být vydávány pouze výjimečně. Obě lodě byly vybaveny destilačním přístrojem, který měl sloužit jako pomocný zdroj pitné vody. Vedle zásob potravin bylo na lodě dopraveno několik živých prasat, koz, ovcí a drůbeže. Na každé lodi pak byla uložena kostra dvacetitunového člunu a vše potřebné pro jeho rychlé sestavení. Resolution byla dále vyzbrojena dvanácti a Adventure deseti čtyřliberními děly.
K posádce Resolution kromě Cooka patřili důstojníci Robert P. Cooper, Charles Clerke, Richard Pickersgill, loďmistr J. Gilbert, dělmistr J. Gray, ohněstrůjce Robert Anderson, tesař James Wallis, ranhojič James Patten a 6 kadetů, mezi nimiž byl George Vancouver a budoucí kontradmirál James Burney. Na Resolution se dále plavil dvacetičlenný oddíl námořní pěchoty pod velením poručíka Johna Edgecomba. Celkem bylo na Resolution 112 mužů. Posádka Adventure byla, s ohledem na velikost lodi, přiměřeně menší a kromě Tobiase Furneauxe na ní sloužili důstojníci Joseph Shank a Arthur Kempe, loďmistr Peter Fannin, dělmistr Andrew Gloag, tesař William Offord, ranhojič Thomas Andrews, 4 kadeti a dvanáctičlenný oddíl námořní pěchoty pod velením poručíka Jamese Scotta – celkem 81 muž.
Účastníky výpravy byli dále přírodovědci a jejich asistenti. Již před zahájením výpravy ji finančně podporoval Joseph Banks, botanik, dlouholetý člen Královské společnosti a ředitel botanické zahradě v Kew, který se zúčastnil již první Cookovy výpravy a který měl být na druhé výpravě hlavním přírodovědcem. Bankse měl doprovázet Daniel Solander a malíř Johann Zoffany. Banks a jeho skupina se však nakonec odmítli výpravy zúčastnit. Nahradil je přírodovědec Johann Reinhold Forster na doporučení svého přítele Dainesa Barrigtona, vlivného člena Královské společnosti, s tím, že se výpravy zúčastní jako asistent a kreslič také jeho syn Georg Forster. Kromě nich se na Resolution plavili astronom William Wales a malíř William Hodges. Na Adventure se dále plavil astronom William Bayly. Plavby z Anglie na mys Dobré naděje se ještě zúčastnil skotský botanik Francis Masson, který byl do jižní Afriky vyslán Josephem Banksem. Masson na mysu Dobré naděje vystoupil a až do roku 1775 zde sbíral místní rostliny.
Po oznámení účelu cesty a pravděpodobné doby jejího trvání 60 mužů z Resolution a 40 z Adventure dezertovalo. Na jejich místa byli najati dobrovolníci.

## Průběh plavby

### Kmysu Dobré naděje

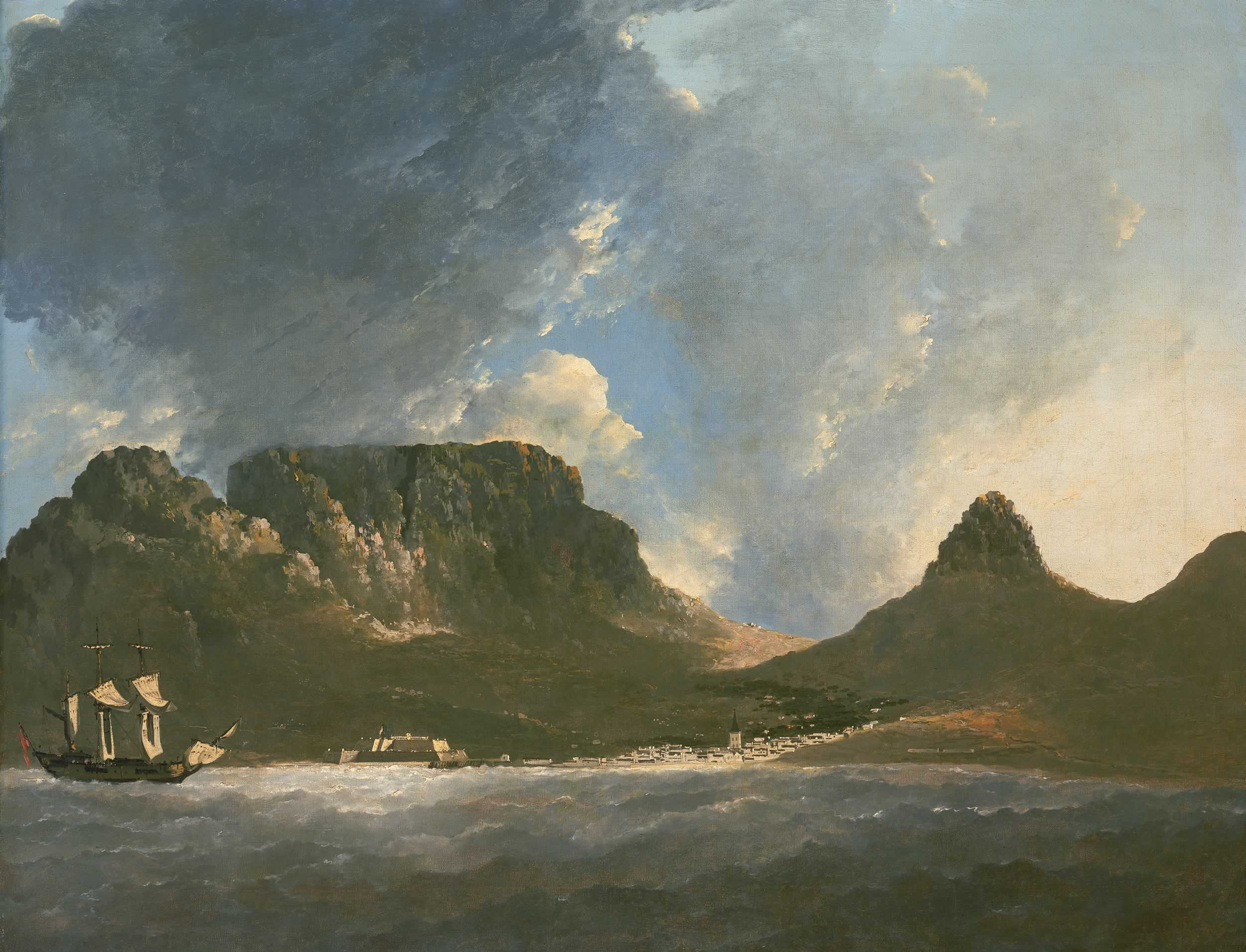
William Hodges: Mys Dobré naděje, 1772

V pondělí 13. července 1772 vypluly Resolution a Adventure z Plymouthského průlivu a zamířily na jihozápad. Po sedmi dnech plavby minuly španělský mys Ortegal. 29. července dorazily na Madeiru a zakotvily ve Funchalské rejdě. Účelem zastávky bylo doplnění zásob čerstvých potravin a především madeirského vína. 2. srpna lodě opustily Madeiru a zamířily ke Kapverdským ostrovům, kam dorazily 9. srpna. Propluly okolo ostrovů Boa Vista a Maio. 13. srpna lodě zakotvily v zátoce Port Praia na ostrově St. Jago (Santiago), kde byly doplněny zásoby vody pro plavbu k mysu Dobré naděje, což byl značný problém, protože zdroje vody na Kapverdách jsou omezené. Během zastávky v Port Praia námořníci koupili pro zábavu několik opic a donesli je na Resolution. James Cook poté, co zjistil, že opice znečišťují loď, přikázal hodit je přes palubu. Zastávka na St. Jago přinesla výpravě první lidské oběti. 19. srpna se utopil pomocník tesaře z Resolution, který spadl přes palubu. Další lidské ztráty přineslo nezdravé prostředí na ostrově. 27. srpna zemřel na Adventure osmnáctiletý námořník John Lambrecht, který podlehl horečnaté nemoci, kterou se nakazil při koupání na ostrově. 10. října 1772 během plavby k mysu Dobré naděje zemřel na Adventure kadet Samuel Kemp na tyfus, kterým se nakazil také na ostrově St. Jago. Poté, co lodě opustily St. Jago, zamířily k mysu Dobré naděje.
Území v okolí mysu Dobré naděje bylo od 17. století součástí Kapské kolonie, která byla v majetku Nizozemské východoindické společnosti. Kapská kolonie vznikla poté, co Nizozemci odkoupili pozemky od původních obyvatel – Hotentotů. Centrem kolonie se stalo Kapské Město, které vzniklo na místě první nizozemské osady u přístavu v blízkosti mysu Dobré naděje. Roku 1772, kdy James Cook připlul k mysu Dobré naděje, byl zastupujícím guvernérem Kapské kolonie baron Joachim van Plettenberg.
Resolution a Adventure dorazily k mysu Dobré naděje 30. října a zakotvily ve Stolové zátoce. Zde se výprava zdržela až do 23. listopadu, a to nejen z důvodu doplnění zásob, ale i pro provedení prvních nezbytných oprav. Během zastávky ve Stolové zátoce došlo také k setkání Jamese Cooka s guvernérem van Plettenbergem. V Kapském Městě došlo k náhodnému setkání se švédským botanikem Andersem Sparrmanem, který zde studoval jihoafrickou květenu. J. R. Forster naléhavě požádal Cooka, aby se Sparrman mohl zúčastnit výpravy jako jeho asistent, s čímž Cook souhlasil.

### Hledání mysu Circumcision
V lednu roku 1739 francouzský mořeplavec Jean-Baptiste Bouvet, velitel lodí Aigle a Marie, objevil dosud neznámý ostrov, později nazvaný Bouvetův ostrov, ležící jihozápadně od mysu Dobré naděje. Bouvet celý ostrov neobeplul a tak nebylo zřejmé, zdali se jedná o pevninu či ostrov. Navíc se dopustil chyby při zápisu polohy ostrova a označil jej mylně o 8 stupňů východněji, než byla jeho skutečná poloha.

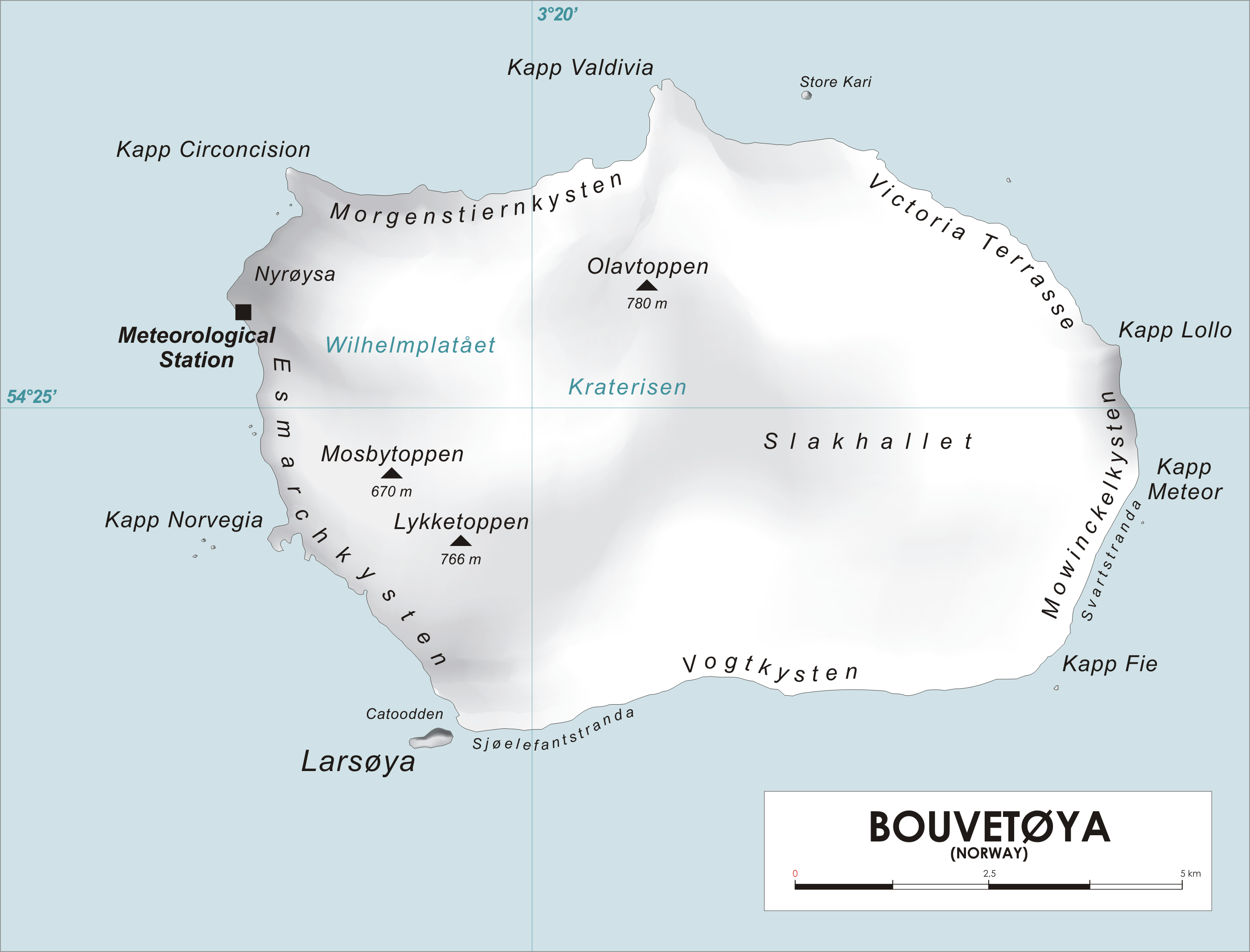
Mapa Bouvetova ostrova, s Cookem hledaným, ale nenalezeným mysem Circumcision

James Cook se domníval, že Bouvetem objevená země by mohla být částí hledané Jižní země. 23. listopadu 1772 Resolution a Adventure vypluly ze Stolové zátoky a zamířily na jih do míst, kde se podle Bouveta měl nacházet mys Circumcision. 10. prosince výprava doplula do oblasti plovoucího ledu a už v polovině prosince byla v místech, kde celý den byla teplota vzduchu pod bodem mrazu. S dalším postupem na jih byla plavba vzhledem k množství plovoucích ker a ledových hor stále obtížnější a nebezpečnější. James Cook ve svém lodním deníku zaznamenával nejen kartografické údaje, údaje o počasí a proudech, ale i o setkáních se živými tvory. V této oblasti se setkali s množstvím tučňáků, velryb a sněžného létajícího ptactva; setkávali se známými druhy, ale i s druhy, které Evropané dosud nespatřili.
20. prosince se u některých námořníků začaly projevovat příznaky kurdějí a James Cook nařídil vydávat sladovou mladinu a citrusový sirup. Koncem prosince se nalézali v oblastech s takovým množstvím ledu, že hrozilo vážné nebezpečí zamrznutí lodí v ledovém poli. 3. ledna 1773 dopluli do míst, kde se měl nacházet Bouvetův mys Circumcision. Kromě plovoucích ledových hor zde však nic nebylo a Cook dospěl k závěru, že Bouvet se patrně zmýlil a zaměnil plovoucí led za pevninu. Přes značné obtíže, které jim činilo proplouvání ledovým polem, měla tato oblast pro výpravu jednu významnou výhodu – plovoucí led se jim stal snadným zdrojem pitné vody.
17. ledna 1773 před polednem Resolution přeplula jižní polární kruh a stala se tak první lodí, které se to v dějinách podařilo. James Cook se poté rozhodl pokračovat v hledání Jižní země další plavbou směrem na východ, která trvala až do února 1773. Během této doby expedice marně hledala známky pevniny.
7. února obě lodě vpluly do husté mlhy a ztratily vizuální kontakt. Poté, co Resolution vyplula z mlhy, nebyla již Adventure na dohled. James Cook vydal příkaz střílet z děl, avšak přestože zaslechli děla Adventure, střílející v odpověď, nepodařilo se druhou loď i přes křižování nalézt. Cook měl pro tuto situaci s Furneauxem domluven návrat do míst, kde byly lodě naposledy na dohled a poté třídenní křižování dokud se opět nesetkají. Pokud by k setkání přesto nedošlo, byli domluveni na dalším místě setkání v průlivu královny Charlotty (Queen Charlotte Sound) na Novém Zélandu. Po marném hledání se Cook 10. února rozhodl, že Resolution dále popluje sama. Cook dále plul stále na jihovýchod, ačkoliv směr a velikost vln nenasvědčovaly, že by v blízkosti byla nějaká pevnina. 24. února se Resolution dostala do oblasti, kde bylo v dohledu několik desítek plovoucích ledovců a srážka s některým z nich byla reálným nebezpečím. Cook se zde rozhodl ukončit pátrání po Jižní pevnině a otočil loď na sever.

### Nový Zéland
Po vymanění se z oblasti plovoucího ledu zamířila Resolution na severovýchod s cílem doplout na Nový Zéland, kde James Cook zamýšlel zakotvit v zátoce Dusky Bay. Nový Zéland měl posloužit jako místo pro zotavení posádky po dosavadní náročné plavbě, k nutným opravám a k doplnění zásob. James Cook měl dále v úmyslu ověřit, zdali Van Diemenova země (Tasmánie) je či není součástí Nového Holandska (Austrálie).

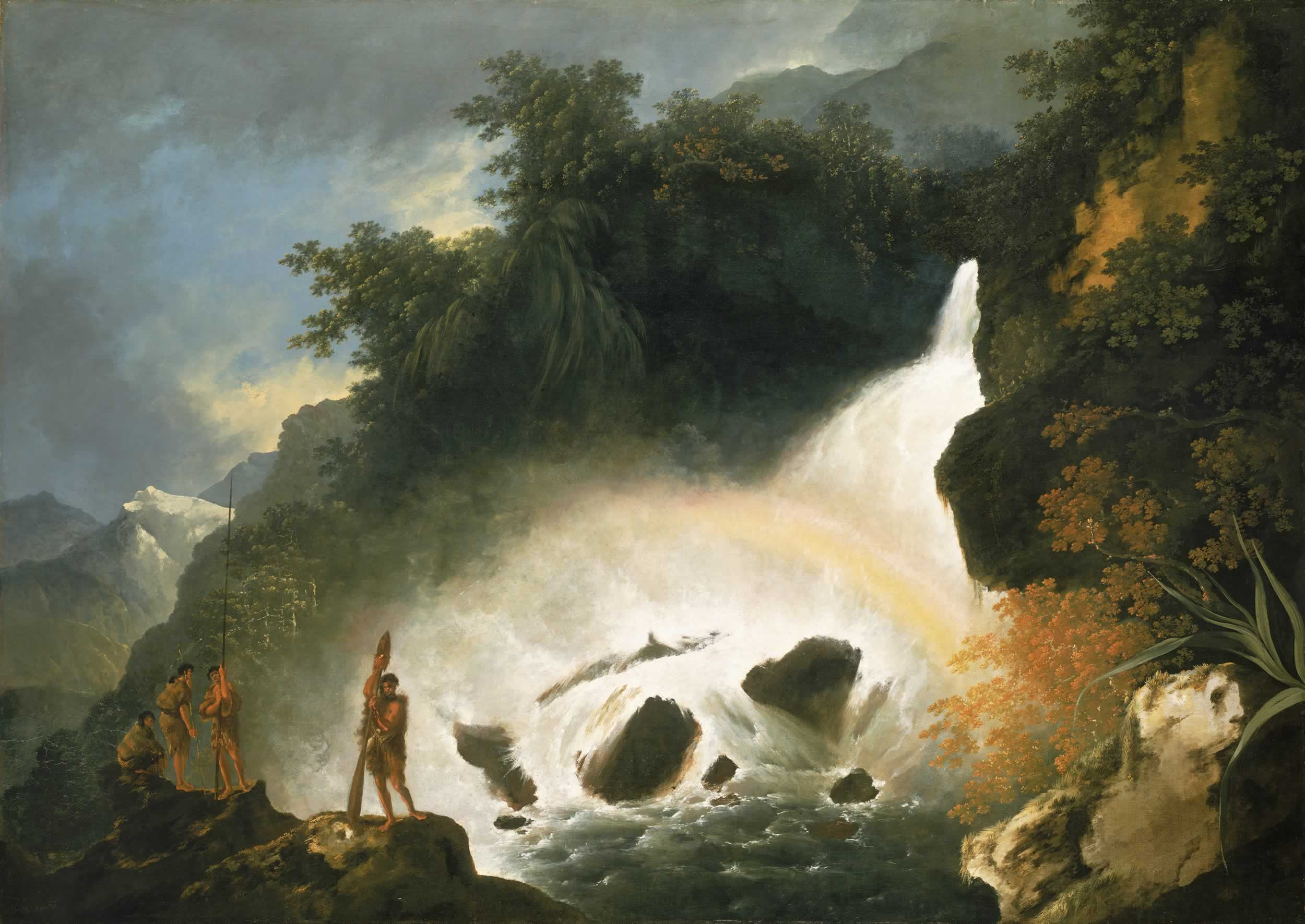
William Hodges: Vodopádová jeskyně, Dusky Bay, 1775

28. března 1773 Resolution zakotvila na toku malé říčky Jižního ostrova Nového Zélandu. Posádka se od prvého dne dostala do kontaktu s Maory, které James Cook v lodním deníku popisuje jako zpočátku odmítající navázat kontakt a daleko méně přátelské než obyvatele Tahiti, s nimiž při první plavbě navázal velmi přátelské vztahy. Cookovi se přesto podařilo s obyvateli Nového Zélandu nastolit vzájemnou důvěru.
17. května Resolution dorazila do průlivu královny Charlotty, kde Cook očekával, že se setká s Adventure, k čemuž skutečně téhož dne došlo. Tobias Furneaux informoval Cooka o tom, že Adventure sem dorazila již 7. dubna, protože na rozdíl od Resolution plula k Novému Zélandu přímou cestou. Furneaux také informoval Cooka, že cestou na Nový Zéland dorazil 9. března k jihozápadnímu cípu Van Diemenovy země a poté zmapoval jeho východní pobřeží. James Cook pak na základě jeho informací upustil od záměru dále zkoumat Van Diemenovu zemi, zato se však s Furneauxem dohodli na probádání neznámých končin na severovýchod od Nového Zélandu, s tím, že se na Nový Zéland vrátí až skončí zimní období a bude možné pokračovat v pátrání po Jižní zemi.

### Společenské ostrovy

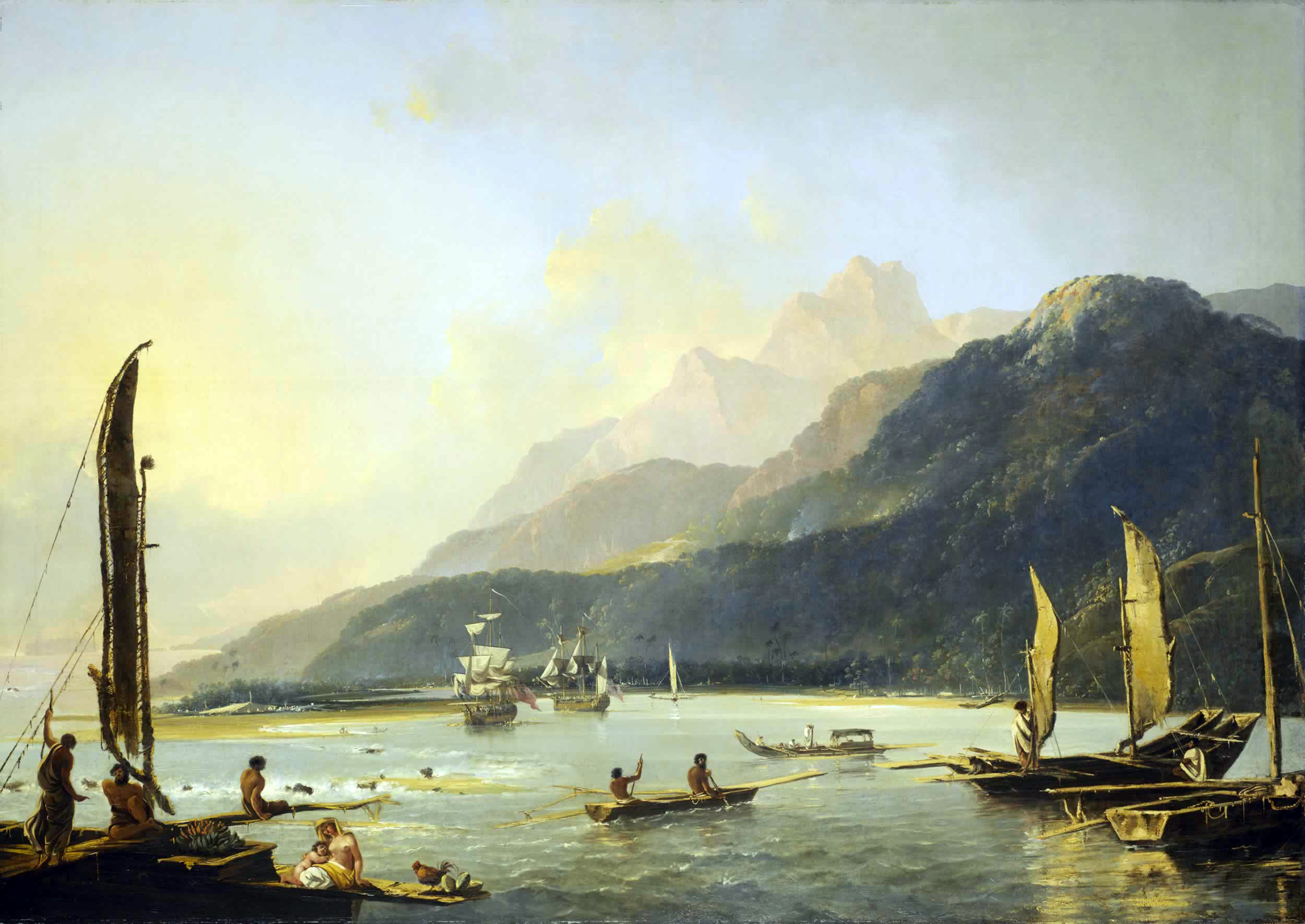
William Hodges: Resolution a Adventure v zálivu Matavai, 1776

7. června 1773 obě lodě vypluly z průlivu královny Charlotty. O den později propluly nebezpečnou částí Cookova průlivu a zamířily na severovýchod, k ostrovu Otaheite (Tahiti). 29. července nechal Cook na širém moři spustit člun a poslal jej k Adventure, aby se dotázal na stav její posádky. Dozvěděl se, že kuchař na Adventure zemřel na kurděje a patrně dalších dvacet mužů má příznaky nemoci.
V první polovině srpna výprava proplouvala oblastí s množstvím nízkých, sotva nad hladinu vyčnívajících atolů. Plavba se stala značně nebezpečnou, zejména v noci, kdy mohlo dojít k přehlédnutí některého z ostrůvků a hrozilo ztroskotání. Cook nechal spustit kutr, aby se plavil před loděmi a dával signály o možném nebezpečí. 14. srpna minuli Řetězový ostrov, který Cook objevil již během své první plavby. O den později spatřili ostrov Otaheite.
Během prvních dnů po přistání se James Cook dozvěděl, že král Toutaha, s nímž se seznámil během první plavby, byl před pěti měsíci zabit v bitvě a že na ostrově nyní vládne král Tu (Otou). 26. srpna Resolution vplula do zátoky Matavai, kde zakotvila. Cook se poté několikrát sešel s vládcem Tuem a také s bývalou královnou Obareou, kterou rovněž poznal během první plavby.
2. září byly již dokončeny nutné opravy lodí a doplněny zásoby vody a obě lodě zamířily k ostrovu Oahine (Huahine). Na ostrově došlo k incidentu, kdy botanik Sparrman, když se sám procházel, byl přepaden několika domorodci. Sparrman byl oloupen o šaty a některé věci, které měl při sobě. Po zásahu místního náčelníka však byly ukradené věci brzy vráceny.

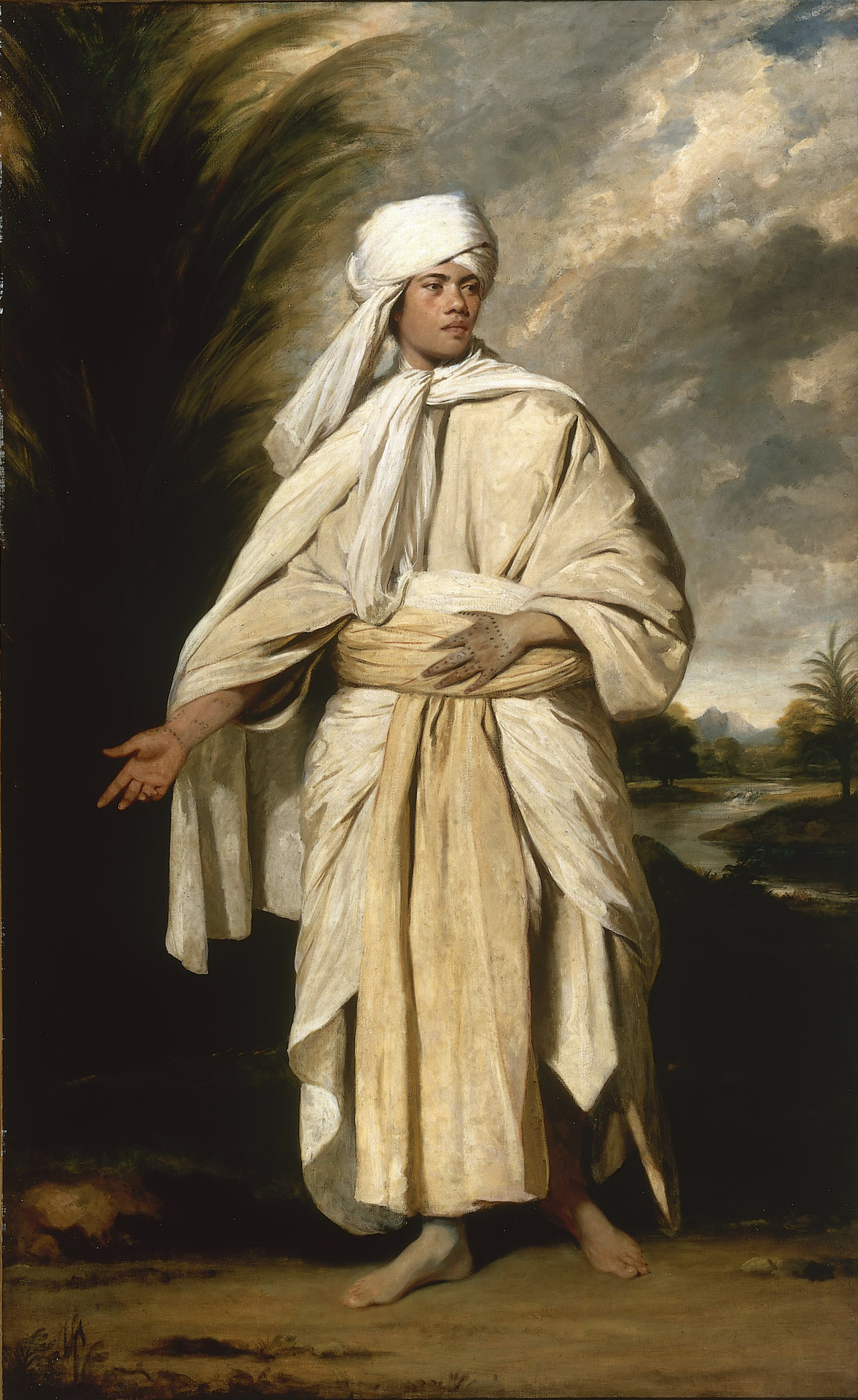
Sir Joshua Reynolds: Portrét Omaie, okolo 1776

Před odplutím z Huahine komandér Furneaux souhlasil s tím, aby se s ním na Adventure plavil do Anglie mladý domorodec Omai. Omai pocházel z ostrova Ulietea (Raiatea), který musel opustit, když jej obsadili lidé z Bora-Bora. James Cook vyslovil pochybnosti o správnosti rozhodnutí Furneaxe, vzít Omaie na palubu, protože mladý domorodec se lišil tělesnou stavbou i barvou pleti od typických obyvatel Huahine a Cook se domníval, že by bylo vhodnější vzít s sebou některého domorodce z vyšší společenské vrstvy, kteří, podle Cookova mínění, jsou inteligentnější a umí se lépe chovat, než lidé ze střední vrstvy, k nimž patřil Omai. Po příjezdu do Anglie, když se Cook blíže s Omaiem seznámil, však uznal, že se v úsudku nad Omaiem mýlil, protože Omai se projevil jako čestný člověk a měl přirozené dobré chování, které umožňovalo, aby mohl být v Británii uveden do jakékoliv společnosti. Omai byl po příjezdu do Británie představen králi a byl portrétován malíři sirem Joshuou Reynoldsem, Williamem Parry i Williamem Hodgesem. Zpět na Huahine do Polynésie se vrátil při třetí Cookově plavbě.
Po návštěvě Huahine výprava ještě doplula k ostrovu Ulietay (Raiatea). 18. září ukončil Cook pobyt v této oblasti a zamířil k ostrovu Amsterdam.

### Tongatapu a Eua
Nizozemský mořeplavec Abel Tasman objevil roku 1643 severně od Nového Zélandu ostrov, který nazval Amsterdam. Ostrov je součástí souostroví Tonga a dnes je nazýván Tongatapu. James Cook se rozhodl, že jej před návratem na Nový Zéland navštíví. 23. září výprava minula skupinu tří nevelkých, zalesněných a zřejmě neobydlených ostrovů, které Cook nejprve pojmenoval Sandwichovy ostrovy, ale poté přejmenoval na Herveyovy ostrovy, na počest Augusta Herveye, lorda Admirality. 2. října lodě zakotvily u ostrova Middleburg (Eua) a s domorodci byl ihned zahájen čilý výměnný obchod. 3. října dosáhla výprava cíle cesty, ostrova Amsterdam. Cook ve svém deníku zevrubně popsal domorodé obyvatelstvo, jejich vzhled, zvyklosti, obydlí a způsob přípravy jídel a nápojů i jejich rukodělné činnosti, včetně detailního vzhledu jejich kánoí či způsobu rybolovu. Na ostrově Tongatapu se zdrželi až do 8. října a poté zamířili opět na Nový Zéland.

### Nový Zéland a zmizení Adventure

Trasa Cookovy plavby v Jižním oceánu

Vzdálenost z Tongatapu na Nový Zéland činí 1200 námořních mil a lodě ji urazily za dvanáct dní. 20. října byl Nový Zéland na dohled a příštího dne lodě zakotvily. 22. října minuly mys Kidnappers, kde je navštívili domorodci na kánoích a proběhl výměnný obchod. James Cook v dalších dnech minul mys Turnagain, mys Palliser a mys Campbel. Během těchto dnů výpravu sužovala silná vichřice s bouří a znemožňovala další postup. Adventure zaostávala za Resolution a 30. října byla viděna za zádí Resolution, ve vzdálenosti několika mil, naposledy. Cook měl původně v úmyslu pokračovat stále na jih, ale zmizení Adventure jej donutilo doplout do průlivu královny Charlotty, kde se lodě měly, v případě rozdělení, setkat.
Začátkem listopadu Resolution zakotvila v úžině v blízkosti mysu Terawhiti. Následujícího dne doplula do průlivu královny Charlotty a do Lodní zátoky (Ship Cove), kde bylo kotviště, avšak žádné známky přítomnosti Adventure zde nebyly nalezeny. 4. listopadu posádka postavila na pobřeží několik stanů pro důstojníka Coopera, pro plachtaře a ostatní muže, kteří byli zapotřebí na pobřeží a zahájili práce na utěsňování lodi. Cook zde také nechal zbudovat výheň pro opravu kovových součástí. Během té doby došlo za stran domorodců k několika krádežím ze stanů.
12. listopadu byla provedena revize zásob sucharů a bylo shledáno, že více než polovina je zplesnivělá a nepoživatelná v důsledku nevhodného uskladnění. Téhož dne pan Forster s vědeckými kolegy provedl botanický průzkum okolí.
15. listopadu se skupina pánů a důstojníků vydala na vrchol blízkého kopce, aby shlédla na okolí zálivu, zda nenaleznou stopy po Adventure, avšak průzkum nepřinesl o Adventure žádné informace. Cook uvažoval o tom, že posádka Adventure byla již unavena plavbou proti jihozápadním větrům a Furneaux přijal rozhodnutí o návratu k mysu Dobré naděje.
23. listopadu nalezla skupina námořníků pozůstatky zabitého domorodce s nepochybnými stopami kanibalismu. Příštího dne Cook napsal zprávu o příjezdu a pobytu na Novém Zélandu a také informace, nezbytné pro komandéra Furneauxe. Zprávu vložil do láhve, kterou nechal zakopat mezi kořeny stromu v dolní části Lodní zátoky a místo označil tak, aby ji Furneaux nebo jiní Evropané, kteří místo navštíví, mohli nalézt. 25. listopadu Resolution zvedla kotvy  a zamířila na jih.

### Druhá cesta za jižní polární kruh
V polovině prosince 1773 Resolution dosáhla oblasti plovoucího ledu. 15. prosince změnila směr na jihovýchod, protože tam se zdála plavba s ohledem na led schůdnější. Cook ve svém deníku opět zaznamenával setkání s velikým množství buřňáků a tučňáků na plovoucím ledu. V následujících dnech loď často měnila směr plavby v závislosti na množství ledu a směru a síly větrů. 21. prosince Resolution podruhé během celé plavby přeplula jižní polární kruh.
25. prosince na lodi proběhly oslavy Vánoc, byly však tiché, protože mnoho z mužů, včetně pana Forstera, bylo nemocných. 26. ledna 1774 Cook v lodním deníku zaznamenal spatření pevniny.
| „            | V osm hodin jsme přepluli potřetí jižní polární kruh. Brzy poté jsme viděli, že se mezi východem a jihovýchodem objevuje země. Zamířili jsme k ní, leč najednou nám zmizela v mlze. | “ |
| — James Cook | |   |

Není zřejmé, co posádka toho dne spatřila; zdali nějaký ostrov v blízkosti Antarktidy nebo jen plovoucí ledovec. 30. ledna dosáhli 71° 10′ jižní šířky a 106° 54′ západní dálky. To byl nejjižnější bod celé Cookovy plavby a současně nejjižnější poloha, kterou do té doby nikdo jiný nepřekonal. Brzy poté dorazili k neprostupnému ledovému poli, které donutilo Cooka ukončit průzkum této oblasti a otočit loď na sever.

### Velikonoční ostrov

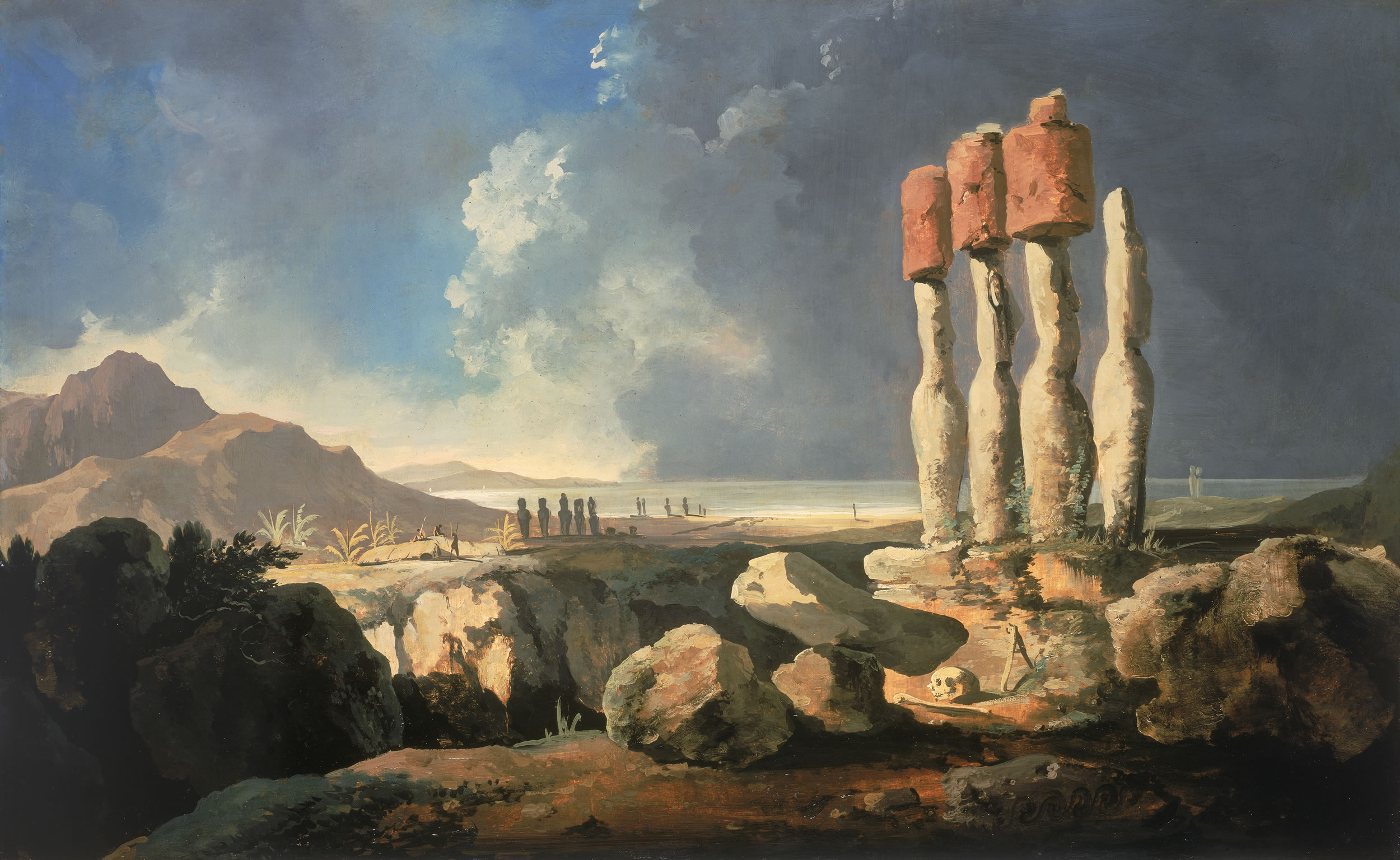
William Hodges: Pohled na památky Velikonočního ostrova, 1775

Po opuštění jižní polární oblasti se Cook rozhodl prozkoumat oblast tropického Tichomoří a upřesnit polohu některých jeho ostrovů, objevených jinými mořeplavci, o jejichž přesné poloze však byly pochybnosti. Jeho prvním cílem byl Velikonoční ostrov, objevený nizozemským admirálem Jacobem Roggeveenem roku 1722. Během cesty na sever postihl Cooka žlučníkový záchvat, který ho indisponoval natolik, že musel velení lodi na několik dnů předat prvnímu důstojníkovi Cooperovi.
11. března posádka Resolution spatřila Velikonoční ostrov. 13. března zakotvili u písčitého pobřeží na západní straně ostrova. Po příjezdu lodi se ihned objevili domorodci, kteří, ačkoliv byli ozbrojeni, se chovali přátelsky. Podle některých částí evropských oděvů, které měli při sobě, bylo zřejmé, že před časem k ostrovu připlula jiná evropská loď.
Posádka Resolution od domorodců získala nějaké potraviny jako banány, sladké brambory a cukrovou řepu výměnou za hřebíky a šatstvo. Domorodci se však také zakrátko projevili jako čilí zloději a kapsáři. Cook vyslal k průzkumu ostrova výpravu pod vedením pánů Pickersgilla a Walese. James Cook se jí nezúčastnil, protože byl nemocný. Výprava prošla, za doprovodu domorodců, valnou částí ostrova. Skoro celý ostrov shledala jako téměř neúrodný a bez vzrostlých dřevin. Na úrodnějších místech se setkali s několika poli s bramborami a řepou. Ostrov nemá žádné vodní toky a vodu tak mohli získat pouze ze studní, ve kterých voda byla téměř všude nekvalitní a poloslaná.
V podstatě od prvého okamžiku pobytu na ostrově se setkávali se sochami moai. Sochám věnovali značnou pozornost a některé z nich přeměřili. Shledali také, že ty, které původně stály na kamenných plošinách, byly již povětšinou zříceny a mnohé z nich byly pádem rozlomeny. Pozornost věnovali také válcovým ozdobám hlav soch a navštívili také lom, kde byly vyráběny.
Zaznamenali také množství informací o domorodcích, o jejich vzhledu, zbraních, ošacení, zdobením barvou a tetováním. Popsali jejich domy, mající tvar obráceného lodního trupu. Odhadli, že počet obyvatel na ostrově nepřesahuje sedm set. Asi dvě třetiny domorodců, které na ostrově spatřili, byli muži. Cook se domníval, že některé ženy se před cizinci schovaly v jeskyních. Během výpravy spatřili pouze dva nebo tři keře, mající květy podobné hrachoru. Když chtěli ochutnat jejich semena, domorodci jim ihned naznačili, že je mají vyplivnout; zřejmě je tedy pokládali za jedovaté. Jednalo se o keř toromiro, který rostl na ostrově endemicky a dnes je již v přírodě vyhynulý.
Z důvodu nedostatku vody na ostrově Resolution již 16. března vyplula na další cestu.

### Markézy
Dalším cílem Resolution bylo souostroví Markézy, nalézající se ve Francouzské Polynésii a objevené roku 1595 španělským mořeplavcem Álvarem de Mendañou. Výprava Markézy spatřila 7. dubna a příštího dne zde loď zakotvila. Cook navštívil ostrovy St. Christina (Tahuata) a La Dominica (Hiva Oa) a objevil dosud neznámý ostrov souostroví, který nazval po námořníkovi, který jej první spatřil, Hoodův ostrov (Futuhuku). Na Markézách došlo k incidentu, kdy námořníci zastřelili domorodce, kradoucího na lodi. I přes tuto událost pokračoval dále mezi posádkou Resolution a domorodci výměnný obchod.

### Návrat na Tahiti a Huahine
Z Markéz odplul Cook z důvodu doplnění zásob čerstvých potravin na Tahiti, kde pobýval i předchozího roku. 22. dubna Resolution zakotvila v zátoce Matavai. Cook se setkal opět s králem Tuem a posádka začala doplňovat potraviny. Cook se rozhodl setrvat na Tahiti déle a provést zde nutné opravy lodi.
Během pobytu na Tahiti došlo k vyvrcholení neshod mezi králem Tuem a jemu podřízeným náčelníkem z blízkého menšího ostrova Eimeu (Moorea). Král Tu proti němu zorganizoval bojovou výpravu. Součástí vojsk krále Tua byla i flotila kánoí, která se shromáždila v zátoce Matavai. Cook v zátoce napočetl 330 kánoí, z nichž největší byly schopné uvést až 40 mužů. Cook předpokládal, že do vojenského střetnutí král Tu povolal více než 7700 bojovníků.
15. května Resolution opustila Tahiti a téhož dne zakotvila na blízkém ostrově Huahine. Zde došlo k drobnému incidentu, když se tři důstojníci z Resolution vydali na lov a byli zajati skupinou domorodců. Cook na to reagoval tím, že si vzal jako rukojmí několik domorodých náčelníků a jeho muži byli zakrátko zase volní. Na Huahine se Resolution zdržela do 23. května, kdy odplula západním směrem.

### Niue

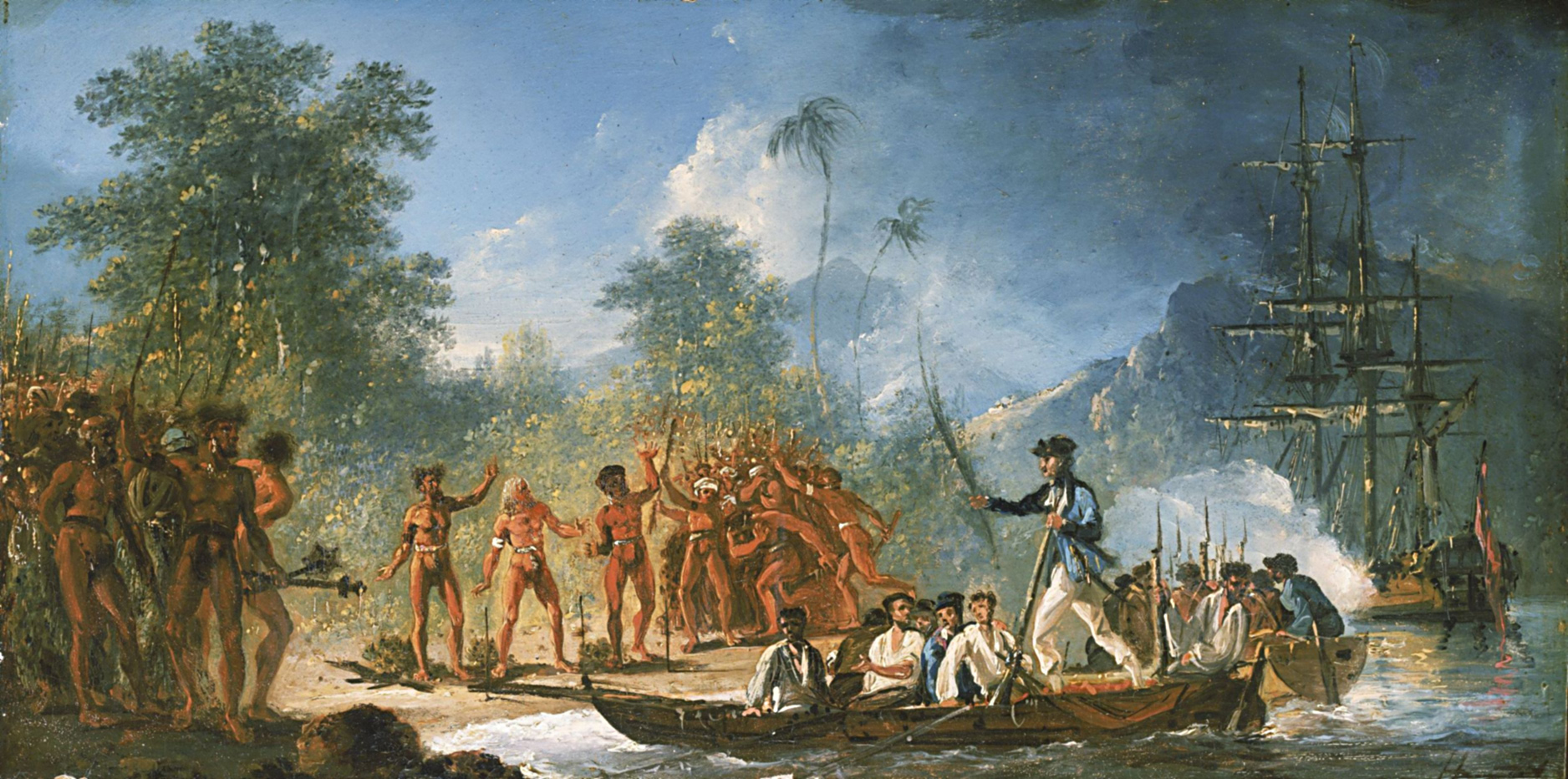
William Hodges: Přistání na ostrově Tanna, olej, cca 1775-76

Dne 20. června Resolution připlula k osamocenému, pro Evropany dosud neznámému ostrovu, dnes nazývanému Niue. James Cook se pokusil na ostrově třikrát vylodit, ale vždy neúspěšně. Výsadek, který připlul k pobřeží ve člunu, byl vždy domorodým obyvatelstvem ihned napaden. Cook nakonec na vylodění rezignoval. Takovéto chování domorodců vůči Cookovým mužům bylo zcela výjimečné; Cook obdobné nepřátelské chování, okamžitě při prvním kontaktu s domorodci, nikde v Tichomoří nezaznamenal. Encyclopaedia Britannica z roku 1911 vysvětluje chování domorodců strachem ze zavlečení neznámé nemoci. Cook po této zkušenosti pojmenoval ostrov Ostrovem divochů (Savage Island). Tento název se však neujal.

### Nové Hebridy
Dalším cílem Jamese Cooka bylo souostroví, k němuž jako první Evropan dorazil portugalský mořeplavec Pedro Fernandes de Queirós roku 1606. Queirós objevil největší ostrov souostroví a domnívaje se, že jde o pevninu, pojmenoval jej La Austrialia del Espiritu Santo (Australská země Svatého ducha).
Roku 1768 ostrov navštívil francouzský průzkumník Louis Antoine de Bougainville. Ten v okolí objevil další čtyři ostrovy a celé souostroví nazval Velké Kyklady. Cook souostroví přejmenoval na Nové Hebridy, dnešní název je Vanuatu
17. července Resolution k souostroví připlula z východu a nejprve se přiblížila k ostrovu Aurora (Maéwo). Obeplula jeho severní výběžek a podél západní strany ostrova proplula průlivem mezi ním a Ostrovem malomocných (Aoba). Poté minula ostrov Whitsuntide (Pentecost) a ostrov Ambrym.
22. července Resolution zakotvila u ostrova Mallicolo (Malakula), kde na severovýchodní straně nalezli vhodné přístaviště, které Cook pojmenoval Port Sendwich. Cook do svého deníku připsal poznámku ke vzhledu zdejších obyvatel:
| „            | Lidé této země jsou všeobecně řečeno ti nejošklivější a nejhůře stavění lidé, jaké jsem kdy viděl. Jejich vousy stejně jako jejich chundelaté vlasy mají barvu mezi hnědou a černou. Muži chodí nazí, varlata jsou zcela odhalena, leč kolem pyje si omotávají kus látky nebo listu, přivázaného k břichu provazem nebo pruhem látky. Nosní přepážku mají propíchnutou a nosí v ní ozdobu z kamene, který se dosti podobá alabastru. | “ |
| — James Cook | |   |

Na ostrově Mallicolo se Cook také setkal, poprvé v Tichomoří, s použitím otrávených šípů. Na několika hrotech šípů, které získal od domorodců výměnou, byla zelená lepkavá látka, kterou považovali za jed. Ranhojič se dokonce pokoušel ověřit účinek jedu na psu, ale bez prokazatelného účinku.
24. července se část posádky přiotrávila červenými rybami pargos, o kterých se zmiňuje již Queirós. Nedošlo však k žádnému úmrtí. Resolution dále pokračovala na jihovýchod a 4. srpna přistála u ostrova Erromango. Zde byla posádka po vylodění napadena velkou skupinou domorodců a šarvátka skončila střelbou z mušket, při níž byli dva domorodci zabiti a několik zraněno.
Z Erromanga Resolution plavila déle na jihovýchod a 6. srpna zakotvila u ostrova Tanna. Tento ostrov je vulkanicky aktivní. Dominantou ostrova je sopka Mount Yasur, která za pobytu Jamese Cooka neustále chrlila dým a lávu. Na ostrově posádka provedla opravu kormidla a Resolution ostrov opustila 20. srpna. Cook se rozhodl propátrat souostroví ještě jednou, a to z jeho západní strany. Plavbou na severoseverozápad se vrátil k ostrovu Mallicolo a poté obeplul Espiritu Santo, největší ostrov souostroví.

### Nová Kaledonie

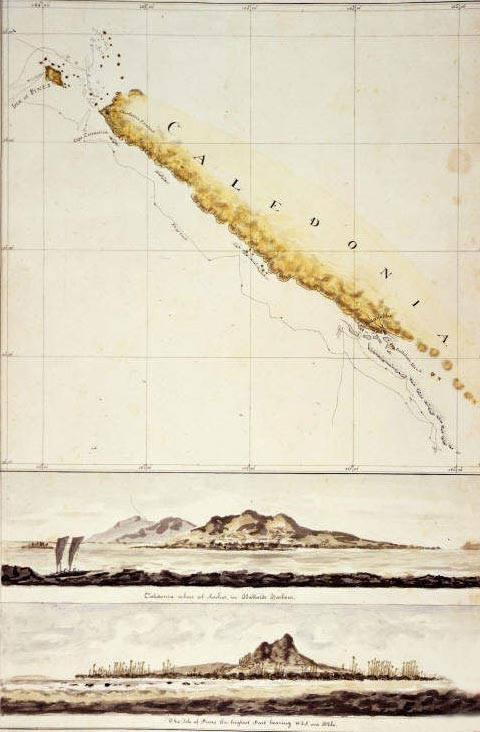
Mapa Nové Kaledonie od Williama Hodgese, 1774

Dne 31. srpna James Cook ukončil průzkum Nových Hebrid a zamířil na jihozápad. Na 20° 17' j. š. a 164° 41' v. d. objevil Cook veliký ostrov, který pojmenoval Nová Kaledonie. Po kadetovi, který první spatřil část ostrova, nazval Cook toto území mysem Colnett.
4. září zakotvil v zátoce, kterou nazval zátokou Balade (Balade Bay). Provedl průzkum ostrova a zdolal vrchol hory Mount Vengaya, nacházející se jižně od zátoky Balade. 6. září astronom Wales a poručík Clerke provedli na menším písečném ostrově, nalézajícím se poblíž zátoky, pozorování zatmění Slunce. Cook pak tento ostrov pojmenoval Observatory Island (ostrov Poudiou).
Cook zaznamenal, že Nová Kaledonie mu připomíná přírodními podmínkami území Nového Holandska (Austrálie). Ostrov byl skalnatý a půda vyprahlá. Zvláštní pozornost věnoval také popisu obyvatel, které popsal jako příjemného vzezření, statné a povahou přívětivé a poctivé.
8. září se James Cook a Forster přiotrávili neznámou rybou, kterou získali od domorodců. Cook otravou dočasně ztratil hmat. Oba muži použili dávidlo, což jim ulevilo. 13. září Resolution zvedla kotvy a zamířila na Nový Zéland.

### Ostrov Norfolk a Nový Zéland
10. října, při plavbě na jihovýchod, na 29° 2' s. š. 168° 16' v. d., objevili dosud neznámý ostrov, který Cook pojmenoval Norfolk, na počest vévodkyně z Norfolku, ženě Edwarda Howarda, 9. hraběte z Norfolku. Ostrov byl neobývaný, během jeho průzkumu Cook zjistil, že rostlinstvo na ostrově je značně podobné novozélandskému. Nalezl zde hojně rostoucí novozélandský len a jehličnaté lesy s množstvím mohutných a rovných stromů. Když Cook o tomto nálezu po návratu informoval Admiralitu, vzbudil jeho objev značný zájem, protože výroba lodí závisela na dodávkách lnu na plachty a dřeva na stavbu. Příštího dne Resolution pokračovala v plavbě na jihojihovýchod, přičemž v blízkosti ostrova Norfolk objevili ještě dva menší ostrovy.
17. října spatřili vrcholek novozélandské hory Mount Egmont, nalézající se na západním pobřeží Severního ostrova. Další den Resolution zakotvila v Lodní zátoce. Cook hledal svoji zakopanou láhev se zprávou pro Furneauxe, ale láhev již byla vykopána. 10. listopadu Resolution vyplula z průlivu královny Charlotty a vydala se k mysu Horn. Cook již neměl v úmyslu pátrat v Tichém oceánu v blízkosti jižního polárního kruhu a zamířil k mysu Horn přímo.

### Ohňová země a mys Horn
Dne 17. prosince se přiblížili na dohled západnímu pobřeží Ohňové země. Příští den minuli mys Deseada a poté mys Gloucester a ostrov Noir a velikou zátoku Svaté Barbary, do které ústí Magalhãesův průliv a objevili nový ostrov, který Cook pojmenovat po svém loďmistrovi Gilbertův ostrov.
24. prosince se výprava setkala s prvními domorodci, které Cook popisuje jako „ošklivé, polovyhladovělé plemeno, nejubožejší z lidí, jaké kdy viděl, žijící v jednom z nejnepřívětivějších podnebí na světě a nemající dosti důvtipu, aby si opatřili nezbytnosti, jež činí život příjemným.“ Domorodci byli částečně zakryti tuleními kůžemi, jinak byli nazí.
27. prosince Resolution kotvila v průlivu, který Cook nazval Vánočním průlivem, který je na dohled ostrova Ildefonso. Příštího dne minuli Nepravý mys Horn a poté mys Horn. 31. prosince propluli okolo ostrova Stavů.

### Jižní Georgie a Jižní Sandwichovy ostrovy

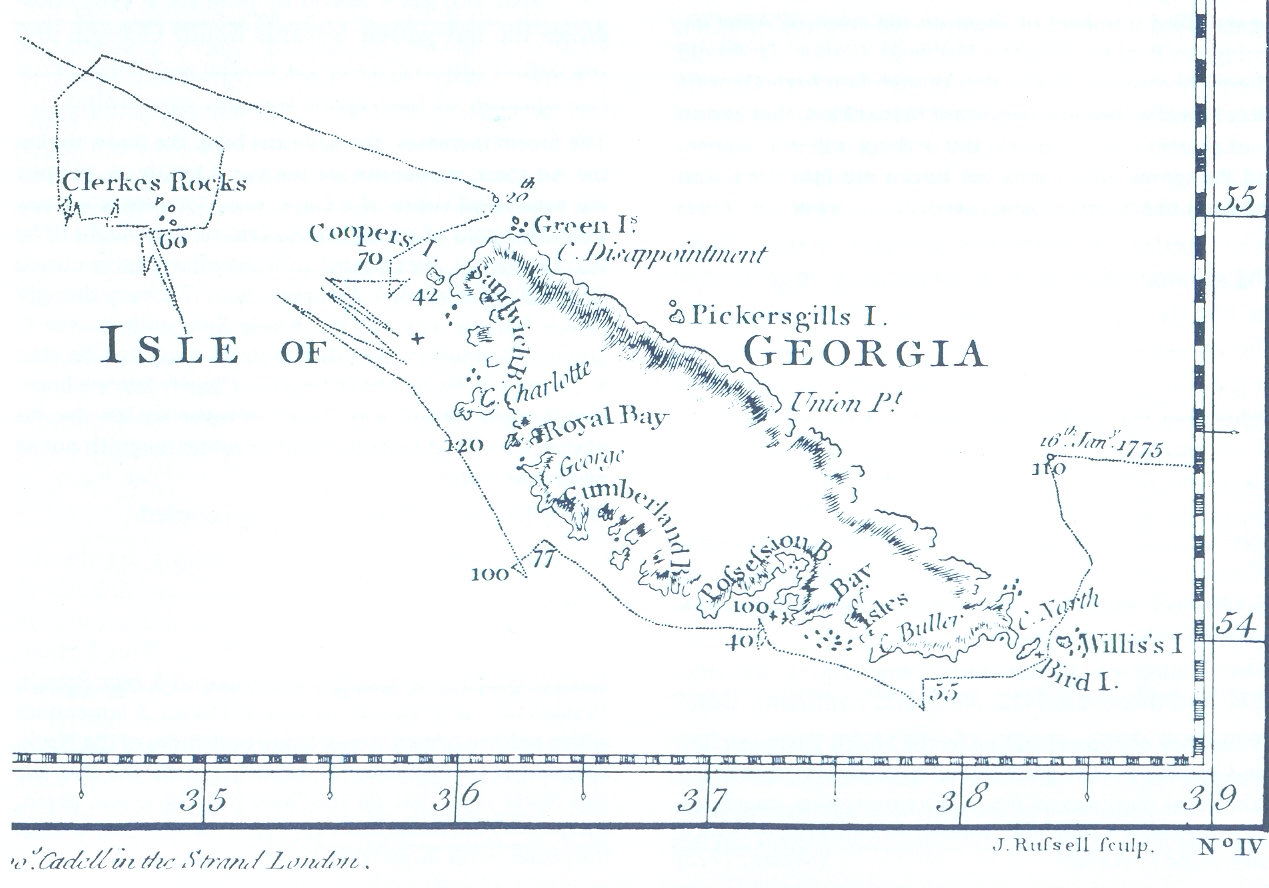
James Cook: Mapa objevů v jižním Atlantském oceánu, vykonaných na lodi Jeho Veličenstva Resolution, pod velením Jamese Cooka (fragment s oblastí Jižní Georgie), Londýn, 1777

Po opuštění oblasti Ohňové země Resolution vplula do Atlantského oceánu a po plavbě na východ 13. ledna 1775 spatřili na jihovýchodě menší ostrov, který Cook nazval Williceovým ostrovem. 20. ledna Resolution připlula k rozlehlému skalnatému ostrovu, jehož obvod Cook odhadl na sedmdesát námořních mil. James Cook jej pojmenoval na počest anglického krále Georgie (Jižní Georgie).
Po další plavbě na jihovýchod Cook objevil 31. ledna několik ostrovů souostroví, které nazval Sandwichova země (Jižní Sandwichovy ostrovy). Nejjižnější z objevených ostrovů nazval Jižní Thule. Zde Cook ukončil pátrání v jižní části souostroví a poté změnil směr na sever, kde objevil ještě dva další ostrovy, které pojmenoval Montagu a Saundersův ostrov.
Od Jižních Sandwichových ostrovů plul dále na východ až do 21. února, kdy se dostal na zeměpisnou délku, kde na přelomu let 1772/73 hledal Bouvetův ostrov. Protože další cesta na východ již byla prozkoumaná, ukončil James Cook průzkum jižní části Atlantského oceánu a zamířil zpět k mysu Dobré naděje.
| „            | Opsal jsem široký kruh v jižním oceánu ve vysokých šířkách a prokřížil jsem oceán natolik, že nezbýval prostor pro možnost, že by tam byl nějaký kontinent, leda u pólu a tam, kam se plout nedalo. | “ |
| — James Cook | |   |

### Mys Dobré naděje
16. března spatřili první lodě mířící z Indického oceánu k mysu Dobré naděje a 21. března Resolution zakotvila ve Stolové zátoce. Zde se setkal s lodí Ceres, patřící Britské Východoindické společnosti a jejímuž kapitánovi předal opis svého deníku a pořízených map, s tím, aby je předal Admiralitě. V nizozemské pevnosti na mysu Dobré naděje byl Cookovi předán dopis od komandéra Furneauxe, ve kterém Cooka informoval o důvodech, které mu znemožnily následovat Resolution z Nového Zélandu do jižního oceánu a přinutily ho k návratu na mys Dobré naděje. Cook se opět setkal s guvernérem Plettenbergem, u něhož se mu dostalo velice přívětivého přijetí. James Cook se rozhodl, že na mysu Dobré naděje setrvá dostatečně dlouhý čas, aby byla loď náležitě opravena a posádka získala dostatečný odpočinek. Cook, otec a syn Forsterové a botanik Sparrman se ubytovali na pevnině u pana Brantda, který, slovy Jamese Cooka, „je gentleman, dobře známý Angličanům, s ochotou jim řádně posloužit“. Anders Sparrman na mysu Dobré naděje setrval, s Resolution se do Anglie neplavil.

### Plavba Atlantským oceánem
26. dubna byly dokončeny všechny opravy na lodi, příštího dne Resolution opustila Stolovou zátoku a společně s další anglickou lodí Dutton zamířila na ostrov Svaté Heleny. Na Sv. Helenu Resolution doplula 15. května. Zde se Cook setkal s guvernérem Skottowem. 21. května Resolution zvedla kotvy a zamířila na ostrov Ascension. Cook předal kapitánovi Duttona některé deníky lodních důstojníků, aby je doručil Admiralitě. 31. května vypluli od ostrova Ascension a zamířili k brazilskému pobřeží. Cook hodlal zjistit, jaká je přesná poloha ostrova Fernando de Noronha. K ostrovu dopluli 9. června, avšak nezakotvili zde, ale pokračovali dále na sever. 14. července Resolution připlula k ostrovu Faial v Azorském souostroví a odtud nabrala kurs k Anglii, jejíž břehy spatřili 29. července 1775. Příštího dne zakotvili ve Spitheadu.
Plavba lodi Resolution trvala tři roky a osmnáct dnů.

## Plavby odloučené lodiAdventure

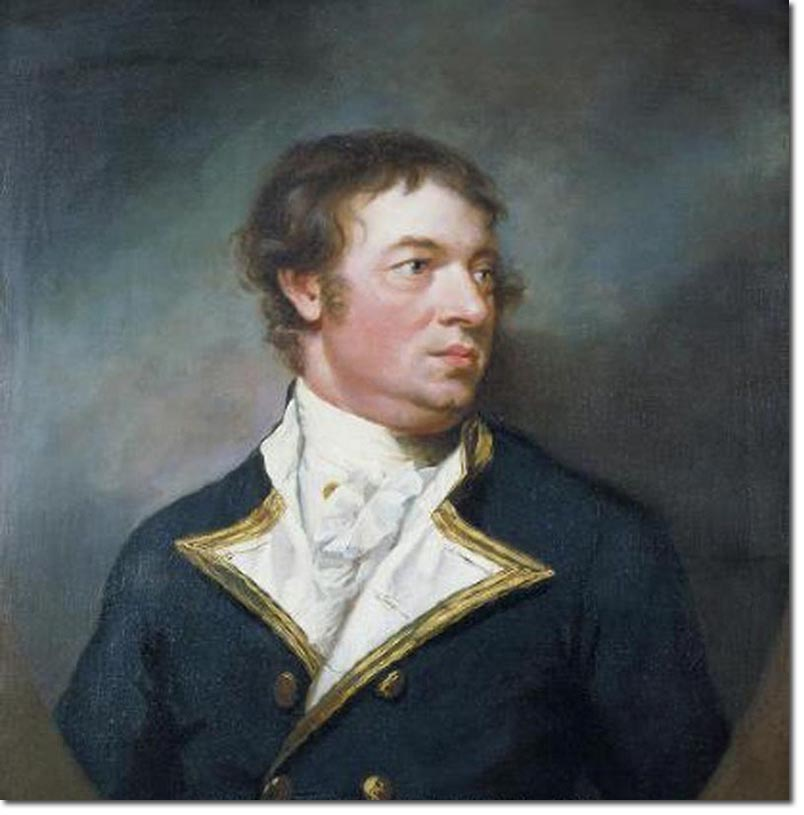
Tobias Furneaux, velitel Adventure, okolo roku 1765

Během celé druhé Cookovy výpravy došlo dvakrát k situaci, kdy se Adventure nechtěně odpoutala od Resolution a trasa její plavby se dále neshodovala s trasou Resolution.

### Cesta na Nový Zéland
K prvnímu odloučení došlo při hledání mysu Circumcision 7. února 1773, kdy se obě lodě rozdělily v husté mlze. Ačkoliv měl Cook s Furneauxem dohodnut pro tento případ návrat a třídenní křižování v místě posledního vizuálního kontaktu obou lodí, tento postup selhal i přes pravidelné čtvrthodinové výstřely z děl. Furneaux po třech dnech odplul přímým směrem k Novému Zélandu, kde bylo dohodnuto dalším místo setkání obou lodí, a to v průlivu královny Charlotty. 1. března posádka Adventure spatřila pobřeží Van Diemenovy země (Tasmánie). 11. března zakotvili u jižního konce ostrova ve vhodné zátoce, kterou nazvali Adventure Bay. Zde setrvali 5 dní, které využili k obstarání dřeva a vody. Poté pluli podél východního pobřeží, s cílem zjistit, zdali tato zem je součástí Nového Holandska (Austrálie). 16. března minuli ostrov Maria a příštího dne ostrov Schouten. V dalších dnech objevili na západě dosud neznámé souostroví, dnes nazývané Furneauxovy ostrovy. Adventure plula dále na sever a 19. března posádka spatřila pobřeží Nového Holandska. Furneaux měřením hloubky moře mezi Tasmánií a Austrálií dospěl k mylnému závěru, že obě země nejsou oddělené průlivem, ale že moře mezi nimi je pouze mělký záliv. Po tomto závěru přestal Furneaux prozkoumávat tuto oblast a změnil kurs k Novému Zélandu. Do průlivu královny Charlotty dopluli začátkem dubna 1773. Na Resolution zde čekali více než měsíc.

### ZNového Zélandu do Anglie
Ke druhému odloučení obou lodí došlo u Nového Zélandu poté, co se obě lodě vracely z ostrova Amsterdam. Cook měl v plánu společně dále pátrat na jih od Nového Zélandu plavbou na východ po největších jižních zeměpisných šířkách. V posledních dnech října 1773 obě lodě pluly podél východního pobřeží Severního ostrova. Tehdy je zastihla několikadenní silná bouře, která lodě oddělila. Pro tento případ byli Cook s Furneauxem domluveni na setkání v průlivu královny Charlotty. Z důvodu mimořádně obtížné plavby v bouřích Advendure doplula do průlivu až 30. listopadu; to již byla Resolution pět dnů na cestě k jižnímu polárnímu kruhu.
Posádka Adventure nalezla láhev se zprávou od Cooka a Furneaux měl zprvu v úmyslu následovat Resolution plavbou na jih. 17. prosince, kdy byla Adventure již opravena a připravena na další vyplutí, což zamýšleli provést příštího dne ráno, vyslal Furneaux velký kutr s deseti muži, pod velením Johna Rowa, pomocníka prvního důstojníka, nasbírat divoce rostoucí zeleninu. Kutr se měl vrátit nejpozději večer, což se však nestalo. Příštího dne nalezli rozřezané tělesné pozůstatky posádky kutru. Všech jejich deset členů bylo zabito domorodci. Tato tragédie, kdy Furneaux přišel o mnoho dobrých námořníků a dále pak celkově špatný stav lodi, spolu s tím, že v podstatě všechny zásoby hrachu, sucharů a mouky již zplesnivěly, přiměly Furneauxe k rozhodnutí vrátit se do Anglie. Zpáteční cestu vykonali obeplutím mysu Horn kolem Jižní Ameriky a 19. března 1774 zakotvili ve Stolové zátoce u mysu Dobré naděje. Zde setrvali při nutných opravách až do 16. dubna. 14. července 1774 dorazili do jihoanglického Spitheadu. Adventure byla první lodí v dějinách, která obeplula Zeměkouli východním směrem.

## Vědecká měření a přírodovědecký průzkum

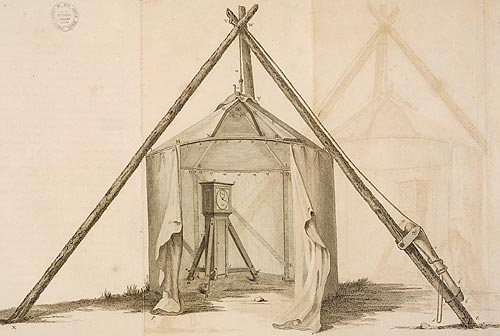
Přenosná astronomická observatoř, kterou používal William Wales během druhé plavby Jamese Cooka (1772–1775)

### William Wales a William Bayly

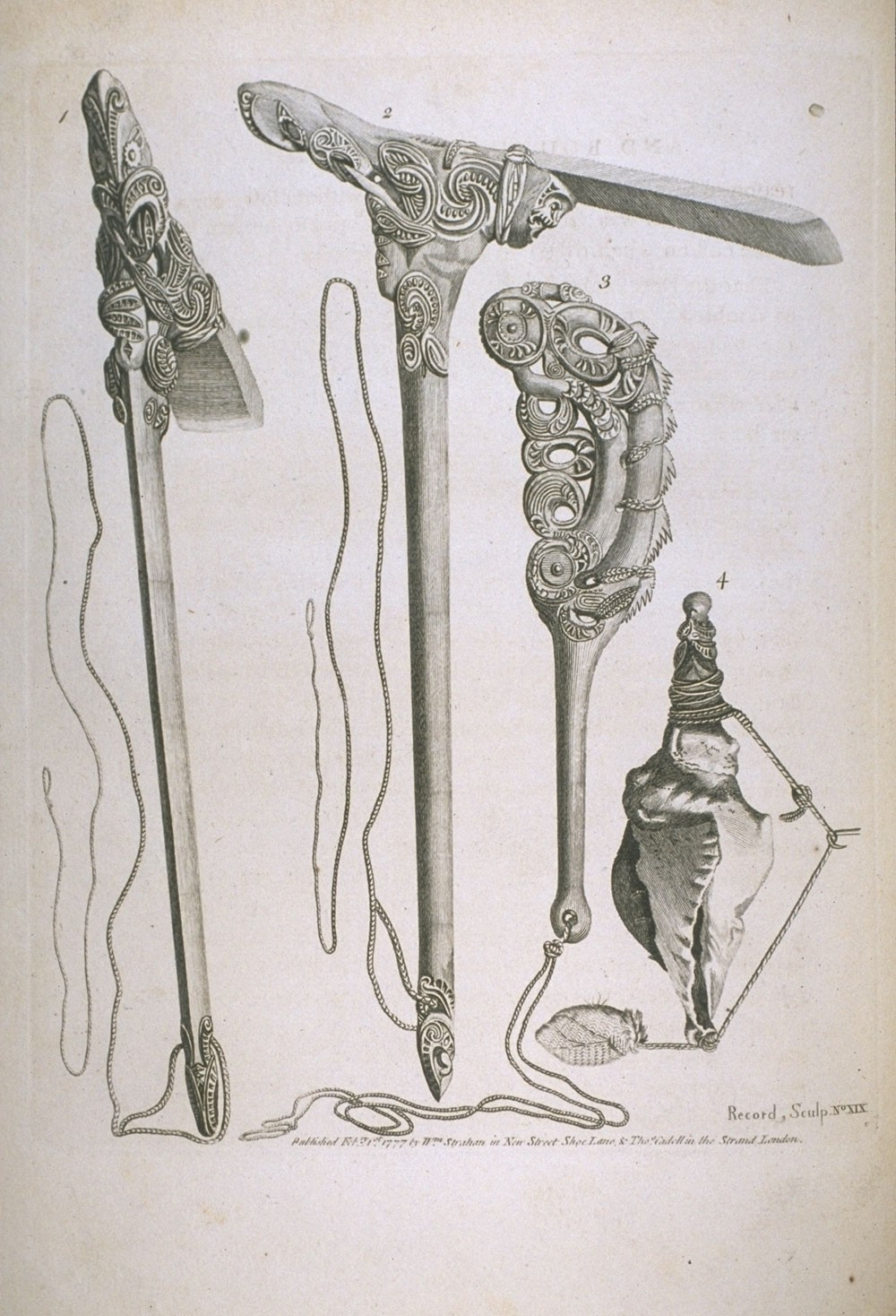
James Cook: Ukázky řemeslného zpracování předmětů domorodým obyvatelstvem Nového Zélandu

Astronomové William Wales a William Bayly během plavby každodenně zapisovali výsledky navigačních měření a dalších okolností, týkajících se trasy plavby lodí. Ve svých denících zaznamenávali údaje o poloze a kursu lodi, o síle a směru větru a o počasí. Podíleli se také na výpočtech zeměpisných poloh a kursů.
Navigačním příslušenstvím Resolution byla přesná kopie Harrisonova námořního chronometru H4, kterou vyrobil britský hodinář Larcum Kendall roku 1769 a která umožňovala na svoji dobu výjimečně přesně stanovit zeměpisnou délku, na které se loď nachází. Chronometr byl v péči astronoma Williama Walese, který ho testoval a jeho čas pravidelně porovnával s časem sledovaným na Adventure. Wales a Bayly se také věnovali astronomickým pozorováním. Nejvýznamnější z nich bylo sledování zatmění měsíce 11. října 1772, které pozorovali u mysu Dobré naděje a zatmění Slunce, které se událo 4. září 1774 a které Wales sledoval na ostrově Observatory u Nové Kaledonie. Pro účely astronomických pozorování byla na Resolution přenosná observatoř.

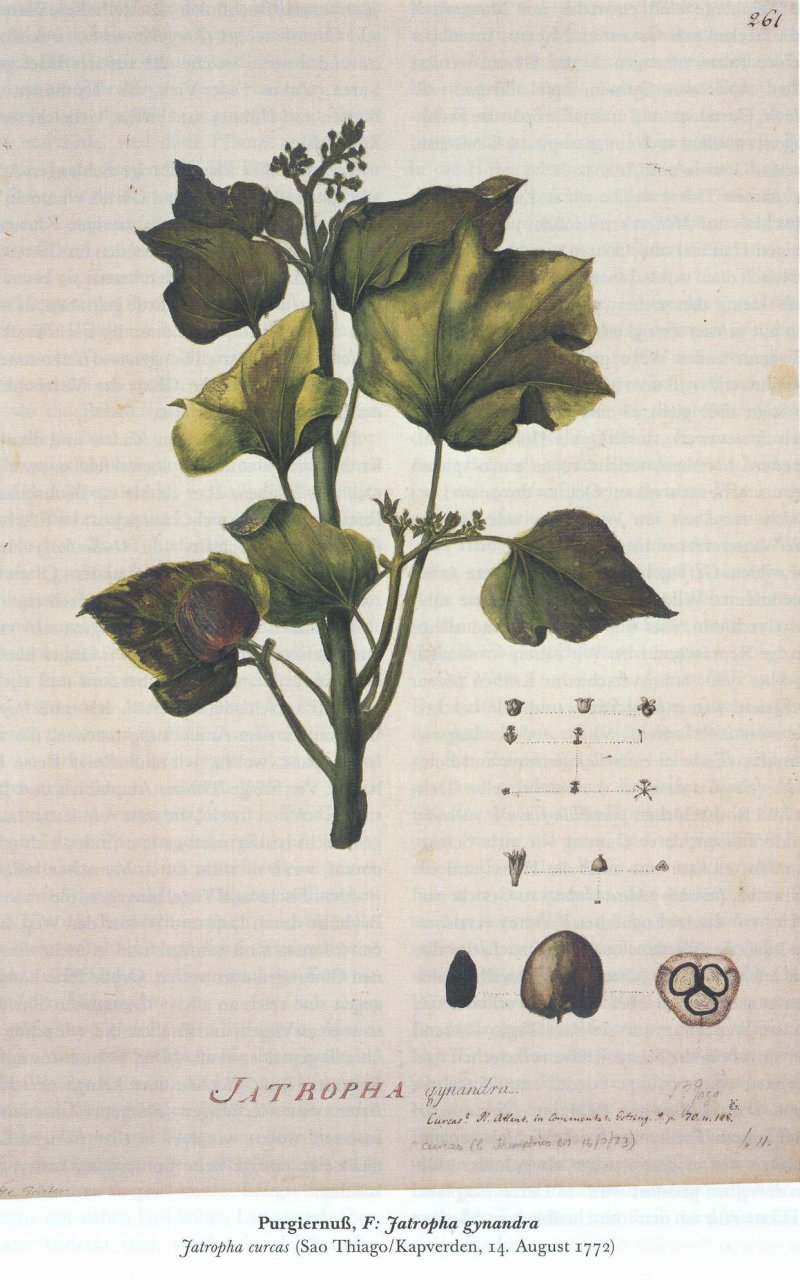
Georg Forster: rostlina Jatropha gynanda, nakresleno během druhé plavby Jamese Cooka, Kapverdské ostrovy, 1772

Výsledky své práce William Wales a William Bayly zveřejnili roku 1777 v knize The original astronomical observations, made in the course of a voyage towards the South Pole, and round the world, in His Majesty's ships the Resolution and Adventure, in the years MDCCLXXII, MDCCLXXIII, MDCCLXXIV, and MDCCLXXV. (Původní astronomická pozorování, vykonaná během plavby k Jižnímu pólu a okolo světa, na lodích Jeho Veličenstva Resolution a Adventure v letech 1772, 1773, 1774 a 1775)

### Johann R. Forster a Georg Forster
Otec a syn Forsterové si vedli detailní přírodovědné záznamy všeho, co během plavby uviděli a shromáždili rozsáhlou sbírku přírodních exponátů. Roku 1778 Johann R. Forster publikoval výsledky přírodovědných pozorování z plavby v knize Observations Made during a Voyage round the World (Pozorování konaná během plavby kolem světa). Příjmy z této publikace však nestačily pokrýt jeho dluhy, a proto značnou část kreseb, které jeho syn Georg během plavby pořídil, byl nucen prodat Josephu Banksovi. Georg Forster během plavby pořídil více než 270 kreseb se zoologickým námětem a 420 botanických kreseb. Po Banksově smrti byly kresby od roku 1827 vystaveny v Britském muzeu. Od roku 1881 jsou uloženy v Přírodopisném muzeu v Londýně.

### James Cook
Hlavní vědecká činnost Jamese Cooka spočívala v oblasti kartografie. Cook vytvořil množství precizních map a mnohé další opravil. Jeho kartografické dílo bylo v námořní dopravě používáno ještě desítky let po jeho smrti.
Vedle povinností velitele výpravy a velitele Resolution měl Cook zřetelné přírodovědecké a etnografické zájmy, které jsou doloženy jak zápisy v jeho denících, tak i množstvím popisů a kreseb domorodého obyvatelstva, řemeslných artefaktů, zvířat, rostlinstva i neživé přírody. James Cook neměl žádné přírodovědné vzdělání. To, že jeho přírodopisné popisy jsou laické si plně uvědomoval, o čemž svědčí např. jeho zápis z 3. ledna 1775, kdy popisoval faunu Ohňové země:
| „            | Toto velice nedokonalé líčení podávám spíše proto, abych pomohl vlastní paměti, než předal poznatky ostatním. Nejsem ani botanikem ani přírodovědcem, scházejí mi slova k popsání díla přírody, ať je už z toho odvětví nebo z jiného. | “ |
| — James Cook | |   |

## Ztráty posádky
Během plavby zemřeli na Resolution čtyři lidé, z toho jen jeden v důsledku nemoci. K prvnímu úmrtí došlo 19. srpna 1772, kdy tesařův pomocník Henry Smook spadl přes palubu a byl vtažen pod lodní záď. Veškeré úsilí o jeho záchranu bylo marné. 24. srpna 1773 zemřel jeden z námořníků po delší nemoci. 6. září 1774 zemřel řezník Simon Monk na následky zranění, která utrpěl předchozího dne po pádu do předního lodního průlezu. Od 22. prosince 1774 nebyl k nalezení námořník William Wedgeborough, zřejmě spadl přes palubu a utonul.
Ztráty na Adventure byly větší kvůli masakru, který se udál v prosinci 1773 na Novém Zélandu, při němž bylo zabito deset mužů domorodci. Zabiti byli tito muži: pomocník prvního důstojníka John Rowe, kadet Thomas Woodhouse, pomocník kormidelníka Francis Murphy a námořníci William Facey, Thomas Hill, Michael Bell, Edward Jones, John Cavanaugh, Thomas Milton a James Sevilley.
Cookův životopisec Arthur Kitson informuje o tom, že v Yorkshire Gazette ze dne 4. června 1887 byla uvedena zpráva, že kadet z desetičlenného zmasakrovaného oddílu námořníků přežil a po strastiplné cestě se roku 1777 vrátil do Anglie. Kitson tuto skutečnost pokládá za nepravděpodobnou a pokud by tak bylo, pak by přeživším byl Thomas Woodhouse, jediný kadet v oddílu.
Kromě této tragédie zemřelo na Adventure několik mužů na nemoci. 27. září 1772 zemřel John Lambrecht, osmnáctiletý námořník, na horečnatou nemoc, kterou se nakazil při koupání na ostrově St. Jago. 10. října 1772 zemřel kadet Samuel Kemp na tyfus, kterým se nakazil na ostrově St. Jago. Na Adventure vedle toho došlo také k úmrtí na kurděje. Zemřelým byl lodní kuchař Mortimer Mahoney, známý jako Murduck Mahoney.
Několik dní po smrti Henryho Smooka spadl také přes palubu Adventure nejmenovaný námořník, který byl ihned napaden a zabit žralokem.

## Důsledky výpravy
Návrat Cooka do Anglie a zveřejnění zpráv z jeho plavby přineslo podstatné změny geografických a kartografických znalostí. Cook především důkladně zmapoval jižní polární oblast oceánu a na vzdálenost 120 km se přiblížil k pevnině Antarktidy. Na mapách z pozdější doby se již Jižní země přestala objevovat a místo ní se zakreslovala plocha moře až k pólu. Cook objevil množství nových ostrovů a u mnoha ostrovů objevených jinými mořeplavci upřesnil jejich polohu. Objevil řadu nových vhodných námořních tras, nová naleziště přírodních surovin a bohatá loviště velryb a tuleňů, která se však zanedlouho stala předmětem rozsáhlého drancování.
James Cook byl 9. srpna 1775 povýšen do hodnosti kapitána (Post-captain). Za zprávu o prevenci proti kurdějím byl vyznamenán Copleyho zlatou medailí Královské společnosti. Byl jmenován Čtvrtým kapitánem Greenwichské Royal Hospital, což v podstatě znamenalo lukrativní penzionování s ročním příjmem £230 a bezplatným ubytováním. 29. února 1776 byl jednomyslnou volbou přijat za člena Královské společnosti.
Poklidný život v Royal Hospital však trval jen krátce. Již následujícího roku byl James Cook vyslán na třetí námořní průzkumnou výpravu.